# 墨西哥国立自治大学
墨西哥国立自治大学（西班牙語：Universidad Nacional Autónoma de México，缩写为UNAM），是墨西哥的一所公立研究型大学，属于世界顶尖大学之一。其校园由20世纪墨西哥一些最著名建筑师所设计，现已被联合国教科文组织列为世界遗产。位于主校区的壁画为迭戈·里维拉、戴维·阿尔法罗·西凯罗斯等墨西哥历史上一批最知名的画家所绘制。2016年，该校招生率仅有8% ，墨西哥国立自治大学在机器人、计算机科学、数学、物理学、人机交互、历史、哲学等诸多领域发表过许多前沿著作和专利，墨西哥所有诺贝尔奖获得者都出自该大学。 
现代意义上的墨西哥国立自治大学由胡斯托·谢拉（Justo Sierra）创建于1910年9月22日，是对其前身墨西哥皇家和天主教大学旧体制所作的全面自由化改造。1929年墨西哥国立自治大学获得政府所授予的课程设置和预算管理自主权，从而，对校的学术生活产生了深远的影响，大大提高了它的学术自由性和独立性
。

## 历史

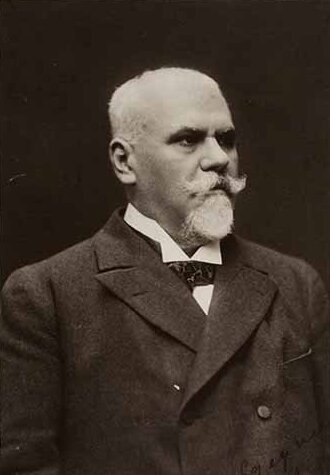
大学创建人胡斯托·谢拉

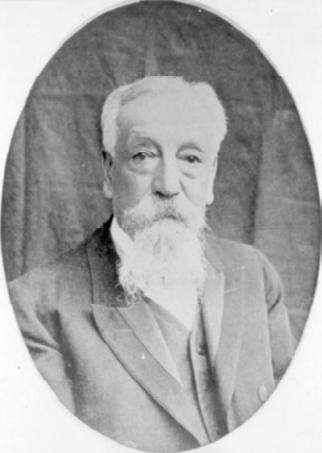
首任大学校长华金·埃圭亚·伊·利斯

胡斯托·谢拉是当时波费里奥·迪亚斯政府中的教育部长，他试图创造一所与19世纪前身—墨西哥皇家和天主教大学极为不同的大学。墨西哥皇家和天主教大学是1551年9月21日根据代表查理五世的西班牙王储腓力二世签署的旨令而建 ，直到1865年才最终被墨西哥马西米连诺一世关闭。谢拉并不想恢复一所与罗马天主教会有着强烈联系的不合时的大学，而是要创建一所新的、世俗性的国家大学，以整合国内高等教育，树立起实证主义和墨西哥自由主义主导思想的教育典范。
墨西哥国立自治大学最初整合了艺术、商业、政治、法学、工程、医学类及师范学校和公立预科学校，第一任校长是"华金·埃圭亚·伊·利斯"（Joaquin Eguí Y LIS）。
新大学建立来面临的主要挑战来自政治方面：正在如火如荼进行的墨西哥革命、联邦政府对大学政策和课程的直接插手以及来自一些不同建校理念人士的抵制。当政治动荡，包括迪亚斯总统在内的政府垮台后，这种对立导致大学的功能遭受严重破坏。在校内，为抗议法学院院长路易斯·卡布雷拉（Luis Cabrera）引入的考试方法，1912年爆发了第一次学生罢课，到那年7月，法学院的大多数学生决定离开该校，转入新成立的自由法学院（Free School of Law）。 
1914年，第一次争取大学自治的努力没有成功。1920年，何塞·巴斯孔塞洛斯出任校长，次年，他设计了学校的徽章：一只鹰和一只鹫守护在从墨西哥北部边境到火地群岛的拉丁美洲地图上；校训是：以种族来表达我的精神。上世纪二十年代初争取大学自治的努力仍在继续，20世纪20年代中期，发生了第二波反新评分系统的学潮运动，这次运动包括法学院的主课堂罢课和医学院与警察的对峙。罢课学生得到了许多教授的支持，随后的谈判最终使大学得到自治。该大学摆脱了政府教育机构的控制，大学校长成为最终的权威，从而消除了混乱交叉的管理权。

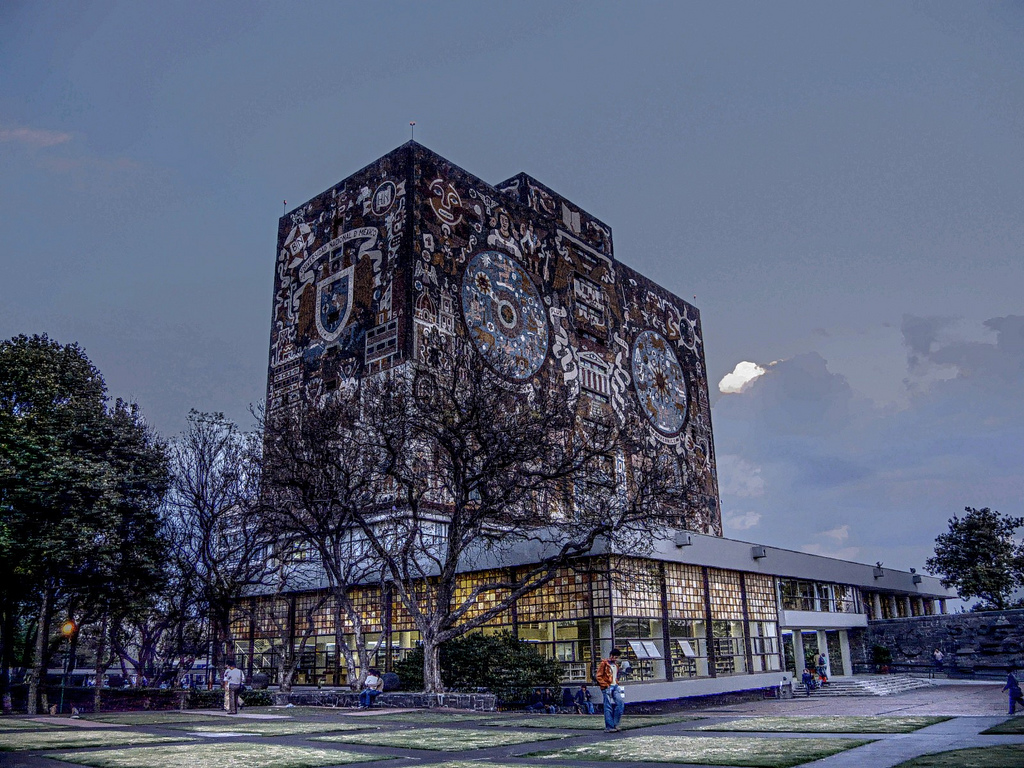
墨西哥国立自治大学中央图书馆

20世纪30年代初，在曼努埃尔·戈麦斯·莫林（Manuel Gómez Morín）任校长期间，政府试图在墨西哥大学推行社会主义教育，但莫林、众多教授以及天主教徒们等坚决反对这种对学术自由的侵犯。 莫林得到了天主教会学生团体—"全国天主教学生联合会"（Unión Nacional de Estudiantes Católicos）的支持，成功地抑制了社会主义教育。墨西哥国立自治大学支持天主教预科学校验证其教育功能的学术证书认证。曾发生过一件有趣的事件，墨西哥国立自治大学曾为1943年天主教大学—"墨西哥城伊比利亚美洲大学"的创立发挥过重要作用。然而，数年后，它又反过来反对伊比利亚美洲大学设置劳资关系及交流专业的倡议。
在1943年，该大学开始决定将分散在市内各处建筑中的院校统一迁移到一处新的综合校区，新的大学城(Ciudad Universitaria)将位于城南圣安赫尔區。首先奠基的是科学学院，大学城的第一幢建筑。1952年11月20日墨西哥总统米格尔·阿莱曼·巴尔德斯（Miguel Alemán Valdés）出席了奠基典礼，同日大学奥运体育场破土动工。1957年，成立了旨在管理和组织研究生培育的博士学位委员会。
1966年在考试规章上又产生了一次规模较大的学生罢课活动，学生们闯入校长办公室迫使校长辞职。但大学董事会不接受校长辞呈，因此，教授们也进行了罢教，瘫痪大学日常教学并迫使董事会接受事实。到夏季，大学附属的一些预科学校中又发生暴力冲突，警察接管了一些产生伤害的高校。
1968年，墨西哥国立自治大学以及以及其他墨西哥城大学的学生被动员起来，参与了史称"68年墨西哥"的旨在抗议1968年墨西哥城奥运会以及整个政治和社会紧张局势的活动。1968年8月，抗议活动在大学主校区及市中心举行，后来活动演变成一场要求警察局长辞职以及其它事项的学生运动。9月后，抗议活动变得越来越多，越来越频率。在一次学生领导会议期间，军队向位于特拉特洛尔科（Tlatelolco），据说是学生组织所在地的的奇瓦瓦大楼（Chihuahua）开火。在特拉特洛尔科事件中，警察行动导致许多人死亡、受伤和被拘留。此后抗议活动继续进行，但仅仅十天之后，1968年夏季奥林匹克运动会就在大学体育馆开幕。期间，大学被持续关闭，最后，秩序才慢慢得以恢复。 
20世纪70-80年代，墨西哥其它地区及大学城周边区逐步开设了卫星校园，大学城系统被分散开来。后来也有一些零星的学潮活动，大部分主要是因分级和学费原因所引起。
大学最后一次大规模学生罢课发生在1999年至2000年间，当时学生们关闭校园将近一年，以抗议校方要求的每位学生每学期150美元的学费。校方和抗议大学都举行了投票，但双方都互不接受对方的结果。最后根据法院下令，警察在2000年2月7日突袭了罢课者们占领的建筑物，结束了罢课活动。
2009年，墨西哥国立自治大学被授予阿斯图里亚斯亲王交流与人文奖，并开始了持续到2011年的数个百周年庆祝活动。
墨西哥国立自治大学积极将少数民族纳入技术等不同的教育领域。2016年，大学所有校园内都接受了联合国支持和赋予妇女权力的纲领。 

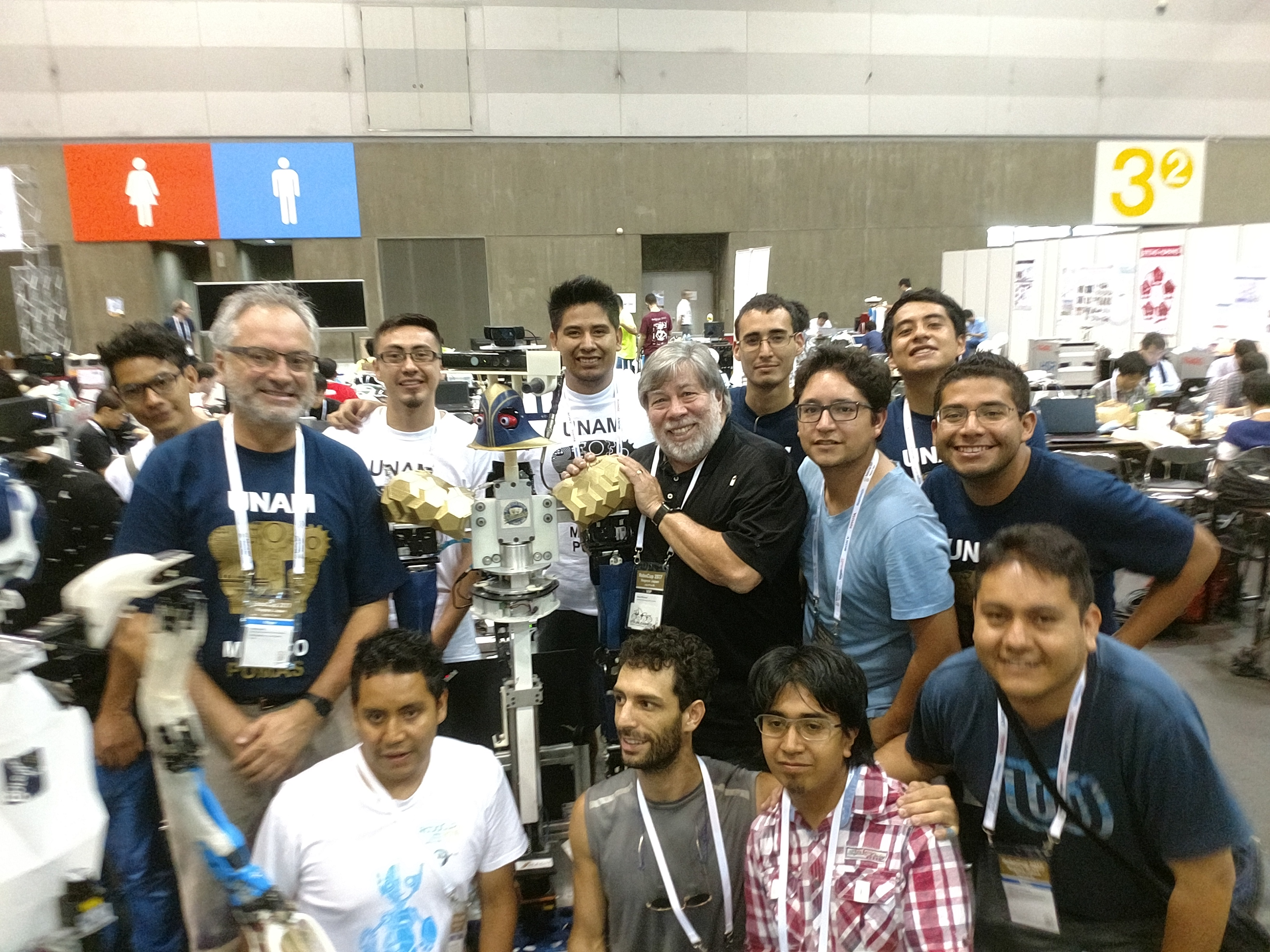
斯蒂夫·沃兹尼亚克带领的墨西哥国立自治大学机器人团队参加在日本举办的2017年世界机器人大赛

## 校园

### 大学城
"大学城"（Ciudad Universitaria）是墨西哥国立自治大学的主校区，位于墨西哥城南部科约阿坎区镇，由建筑师"马里奥·帕尼"（Mario Pani）、"恩里克·德尔·莫拉尔"（Enrique del Moral）、"多明戈·加西亚·拉莫斯"（Domingo García Ramos）、"欧内斯托·戈麦斯·加利亚"（Ernesto Gómez Gallardo）及其他人所设计，它环大学奥林匹克体育场而建，大约有40所学校和学院、文化中心、生态保护区、中央图书馆和一些博物馆。于上世纪50年代开始兴建，坐落在一处古老固化的熔岩岩床上，取代了分散在墨西哥城中的各处教室。1954年竣工后，几乎成为墨西哥城内一个独立的辖区，拥有自己的规章、政务会和警察（某种程度上的），较世界上大多数大学更为完整独立。
2007年6月，它的主校园-大学城，被联合国教育、科学及文化组织列为世界遗产。

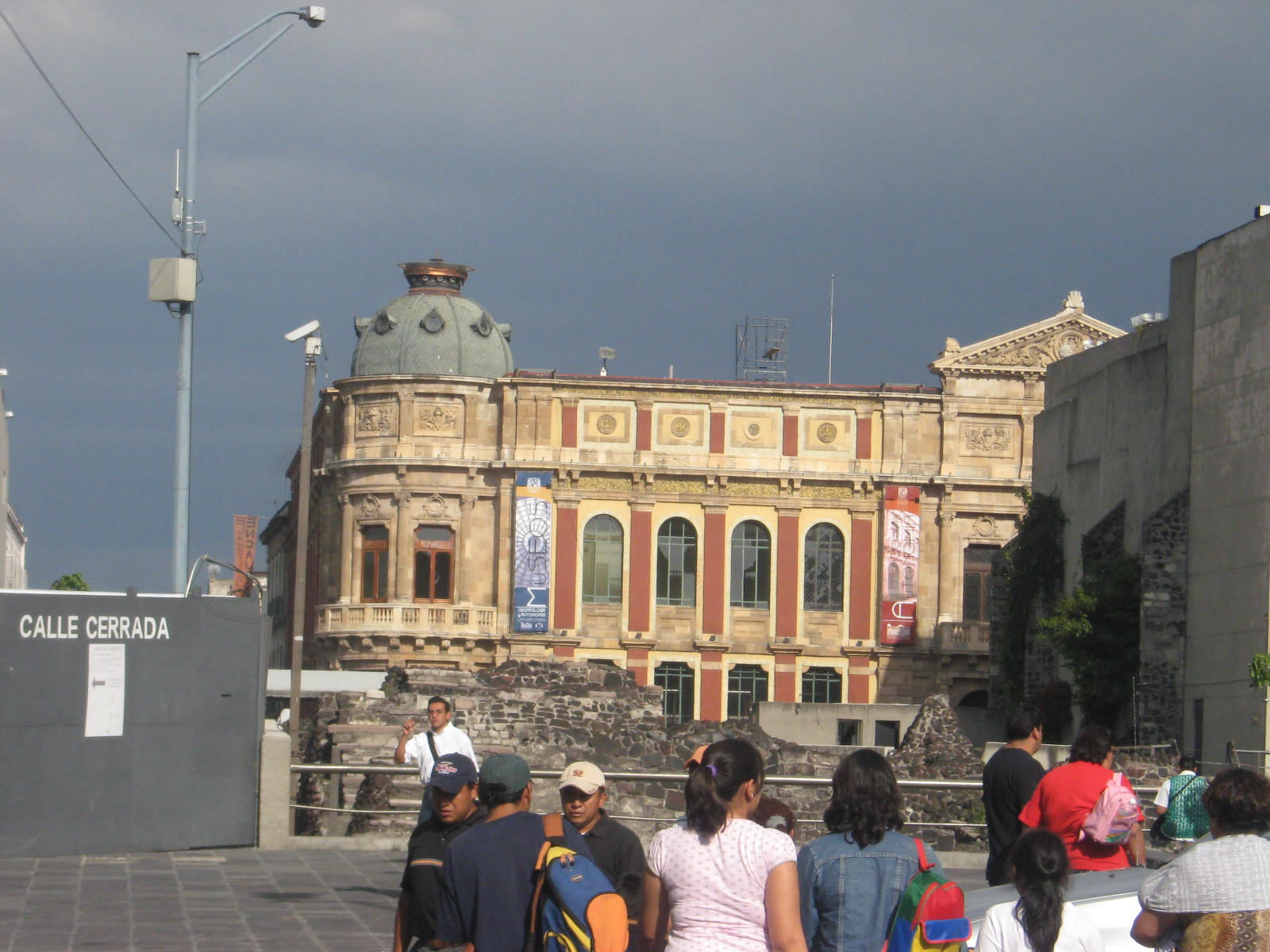
自治宫，位于宪法广场东面莫内达街。

### 卫星校园

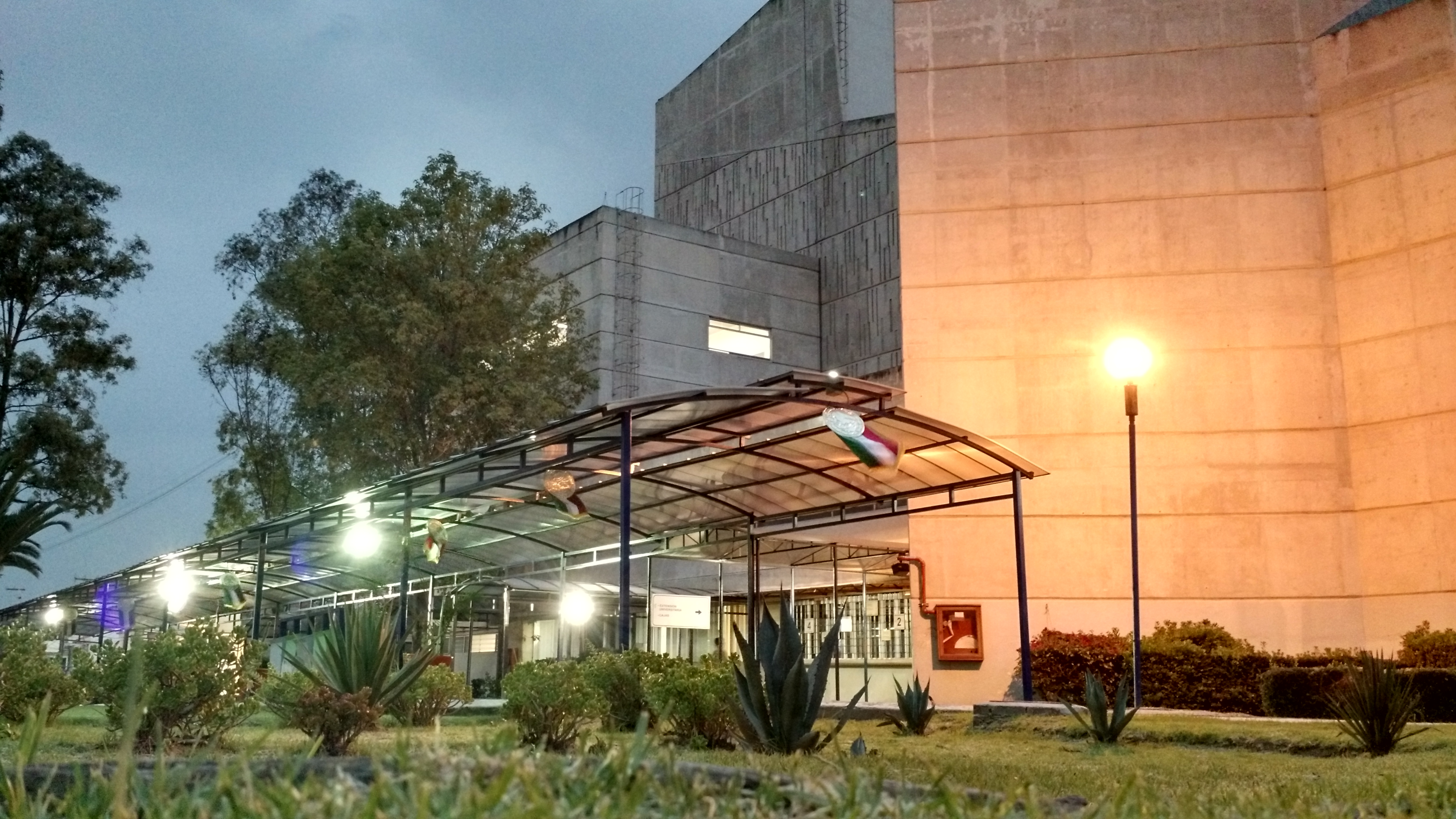
阿拉贡高等研究学院中的园林

除大学城外，墨西哥国立自治大学还有数个分布在阿卡特兰（Acatlán）、阿拉贡（Aragón）、库奥蒂特兰（Cuautitlán）、伊兹塔卡拉（Iztacala）和萨拉戈萨（Zaragoza）等墨西哥城大都会区以及在克雷塔罗、莫雷利亚、梅里达 、西沙尔（Sisal）、恩森那达、库埃纳瓦卡、特米斯科和莱昂等地的校区，主要是方便学生研究和学习。在墨西哥南部格雷罗州塔斯科 （页面存档备份，存于）（Taxco）校园设有对外教学中心，专门针对学习西班牙语和墨西哥文化的外国学生以及在墨西哥城中部邻近[波朗科]富人社区的学生。
墨西哥国立自治大学在美国和加拿大开设了以西班牙语、英语及墨西哥文化为主的分校。此外，在加拿大分校、德州圣安东尼奥分校、加州洛杉矶分校、伊利诺斯芝加哥分校以及加蒂诺、魁北克、西雅图和华盛顿等地分校还开设了法语课。
在中国北京（与北京外国语大学）、西班牙马德里（与塞万提斯学院）；哥斯达黎加圣何塞（哥斯达黎加大学）还合办了墨西哥研究中心或/和对外教学中心；即将开办的还有：法国巴黎（会同巴黎-索邦大学）和美国加利福尼亚北岭（会同加州州立大学北岭分校）。

### 采矿宫

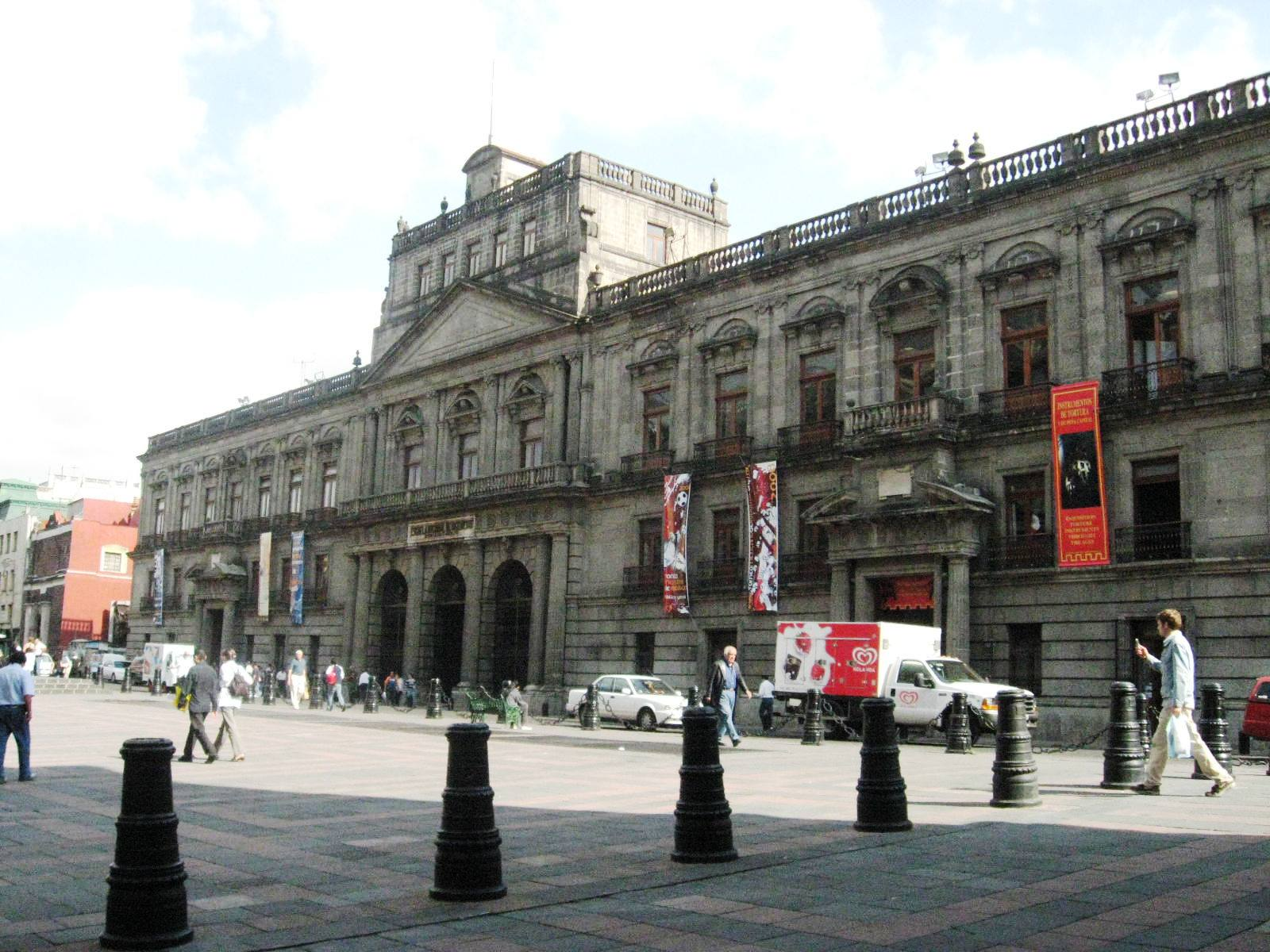
位于墨西哥城历史中心塔库瓦街的矿业学院(Colegio de Minería)

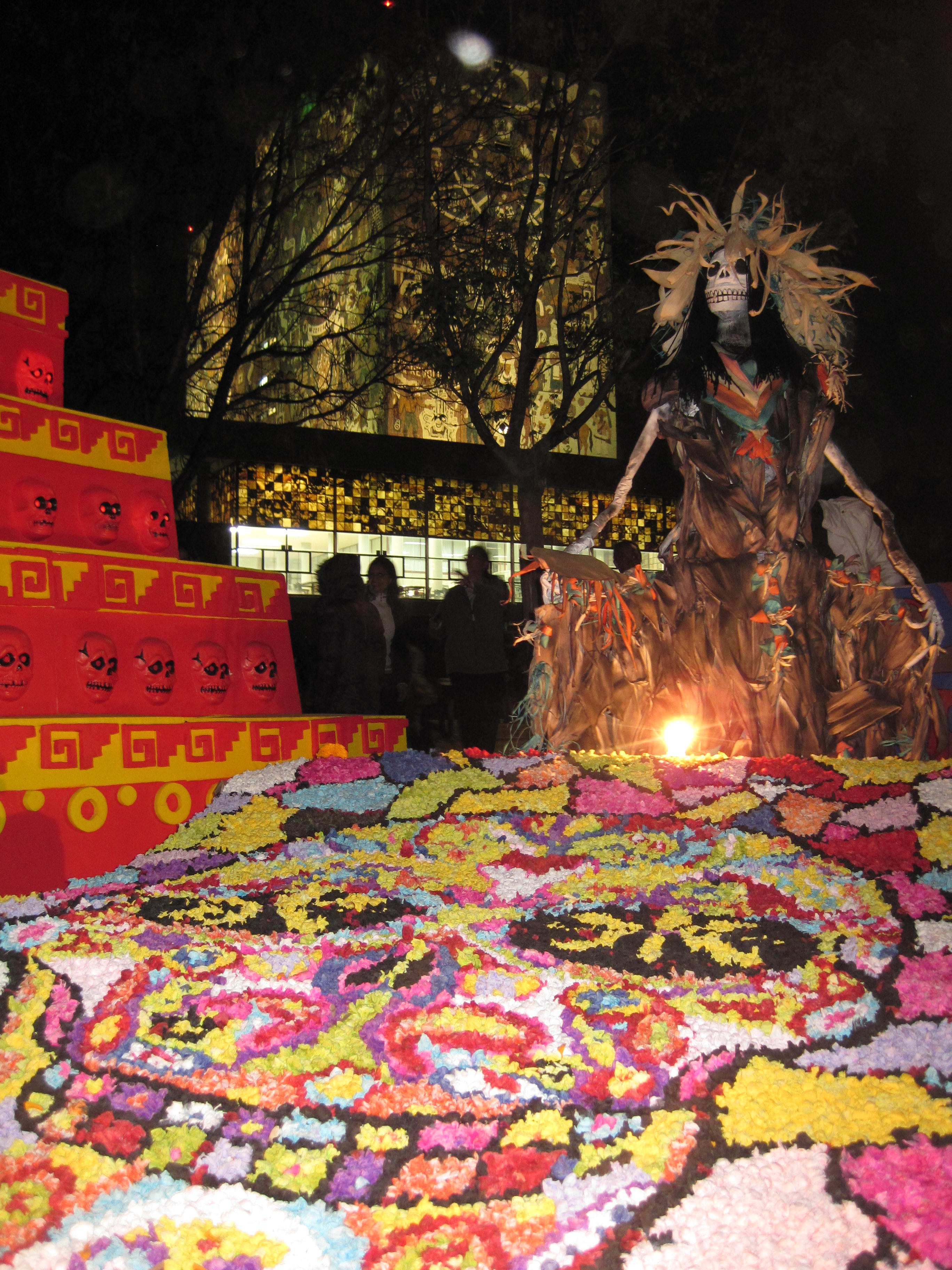
墨西哥国立自治大学亡灵节中展出的部分大型祭品

位于墨西哥城历史中心的殖民地采矿宫由墨西哥国立自治大学工程学院管理，前身为工程学校，它有三层，曾主办过国际图书博览会（FIL）和国际互联网安全日大会（DISC）。它还有一个永久性的历史书籍展，大部分是工程学院旧图书馆收藏的19世纪墨西哥科学家所撰写的地形学和自然方面的著作。它还包括了一些与采矿有关的展览，这是西班牙殖民时期的主要工程职业。它被认为是该时期最典型的墨西哥建筑之一，是由曼纽尔·托尔萨（Manuel Tolsa）所设计的西班牙殖民统治期间新古典主义风格（18世纪）。

### 湖屋
查普尔特佩克公园(Chapultepec Park)中的湖屋是一处专门从事文化活动的地方，包括舞蹈、戏剧和芭蕾舞。它也可作为大学内相关组织和委员会的会议场所。

### 圣伊尔德丰索博物馆
该博物馆和文化中心被认为是墨西哥壁画运动的发源地。圣伊尔德丰索曾是一所著名的耶稣会寄宿学校，改革战争后，它又被作为与墨西哥国立自治大学的创建有着紧密关系的公立预科高中。这校及它的建筑，到1978年才接近完成，然后在1994年又重作为博物馆和文化中心，由墨西哥国立自治大学、国家文化艺术委员会和墨西哥城联邦区政府共同管理。该博物馆还有永久和临时性的艺术与考古展，除此之外，博物馆内墙壁上还琳琅满目地挂满了何塞·克莱门特·奥罗斯科（José Clemente Orozco）、迭戈·里维拉及其他一些人创作的壁画外，但复杂的是它位于墨西哥城历史中心内圣伊尔德丰索街和胡斯托·谢拉街之间。

### 乔波大学博物馆
波大学博物馆拥有一所艺术建筑、大型水晶板和居斯塔夫·埃菲尔设计的两座铁塔。展出有部分原"自然史、考古和历史博物馆"，后最终改为"墨西哥国家文化博物馆"（Museo Nacional de las Culturas）的藏品。它曾作为国家自然历史博物馆运行了近50年，现在致力于视觉艺术的临时展览。

### 国家天文台
国家天文台位于距美墨边界130公里的下加利福尼亚州圣彼德罗马蒂尔山脉（Sierra San Pedro Mártir）中，它于1970年起开始投入使用，目前有三座大型反射望远镜。

## 学者
墨西哥国立自治大学的许多学者（教师和校友）在经济、政治、科学及艺术方面都成为墨西哥仍至世界上的著名人物。

## 诺贝尔奖得主
墨西哥所有诺贝尔奖得主都是墨西哥国立自治大学的校友和教师：
- 阿方索·加西亚·罗夫莱斯（校友）—1982年获诺贝尔和平奖；
- 奥克塔维奥·帕斯（校友）—1990年获诺贝尔文学奖；
- 马里奥·莫利纳（校友）—1995年获诺贝尔化学奖；

## 知名教授

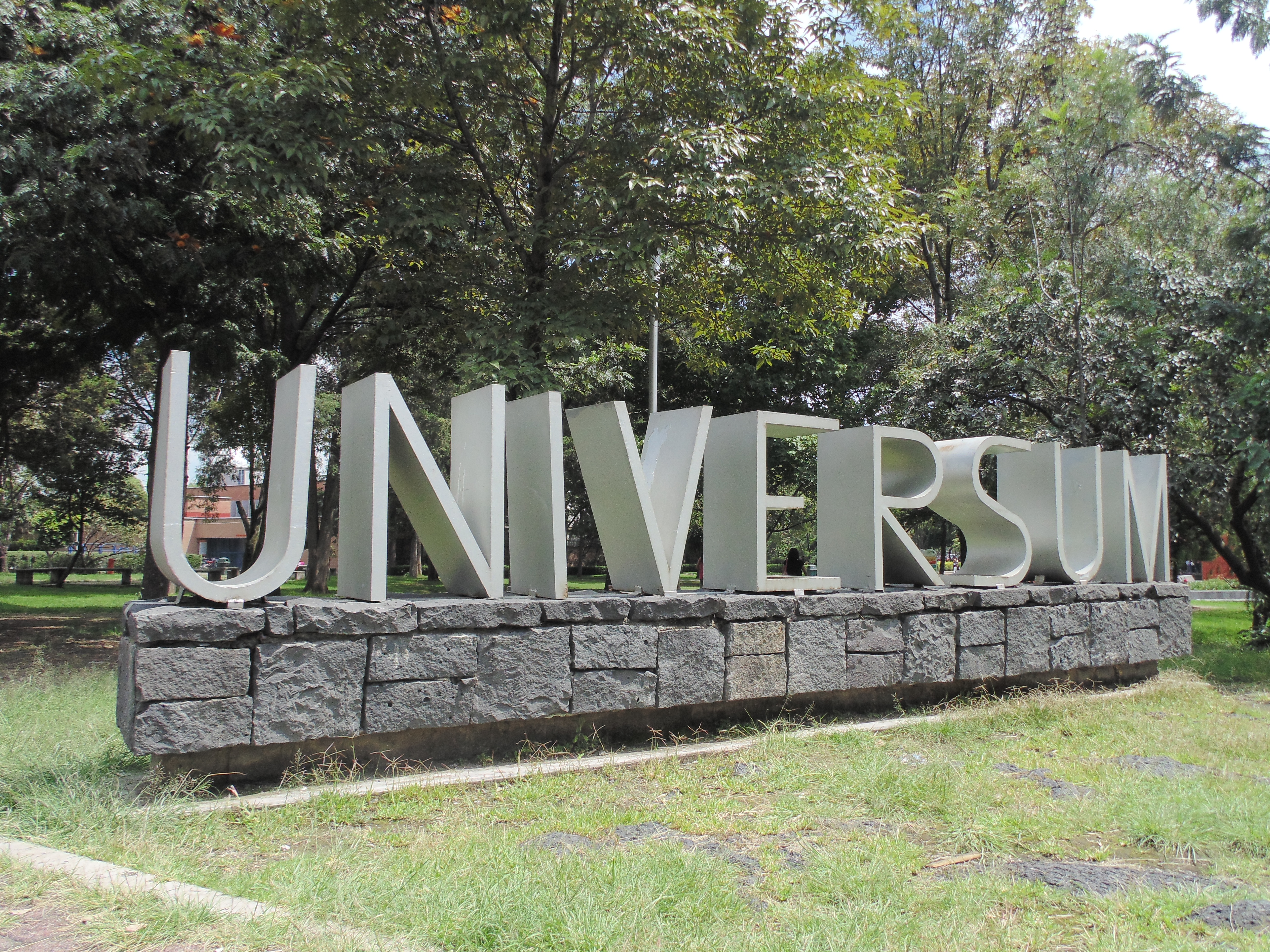
科学博物馆

- 麦克斯·塞托（Max Cetto），著名建筑师；
- 莫妮卡·克拉普（Mónica Clapp），数学家；
- 阿道夫·吉利（Adolfo Gilly），历史学家；
- 亚历杭德罗·柯里奇（Alejandro Corichi），天体物理学家；
- 恩里克·莱夫（Enrique Leff），政治生态学家和经济学家；
- 伊莎贝尔·哈伯·埃斯卡莱拉（Isabel Hubard Escalera），数学家；
- 埃里希·弗罗姆（Erich Fromm），哲学家和精神分析学家；
- 弗洛里安·卢卡（Florian Luca），数学家；
- 哈维尔·科拉尔·胡拉多（Javier Corral Jurado），政治家；
- 豪尔赫·冈萨雷斯·托雷斯（Jorge González Torres），政治家；
- 何塞·高斯（José Gaos），哲学家；
- 何塞·米耶尔·因苏尔萨（José Miguel Insulza），智利政治家，美洲国家组织秘书长；
- 保罗·基希霍夫（Paul Kirchhoff），人类学家和人种史学家；
- 拉里·劳丹（Larry Laudan），哲学家；
- 米耶尔·莱昂-波蒂拉（Miguel León-Portilla），历史学家和那瓦特语研究专家；
- 罗道弗·内里·维拉（Rodolfo Neri Vela），宇航员；
- 埃德蒙多·奥戈尔曼（Edmundo O'Gorman），历史学家和作家；
- 太田清人（Kiyoto Ota），日本-墨西哥籍雕塑家；
- 阿图罗·罗森布鲁斯（Arturo Rosenblueth），生理学家；
- 胡安·何塞·桑切斯·索萨（Juan José Sánchez Sosa），心理学家[51]；
- 阿道夫·桑切斯·瓦茨克斯（Adolfo Sánchez Vázquez），生于西班牙的哲学家；
- 曼努埃尔 ·桑多瓦尔·瓦拉塔（Manuel Sandoval Vallarta），物理学家和宇宙射线研究专家；
- 萨拉·赛夫柯维奇（Sara Sefchovich），女作家；
- 杰西·萨维奇（Jesus Savage），墨西哥机器人研究专家及墨西哥机器人研究所创始人；
- 贝尔纳多·塞普尔韦达·阿莫尔（Bernardo Sepúlveda Amor），法学家[51]。

## 知名校友

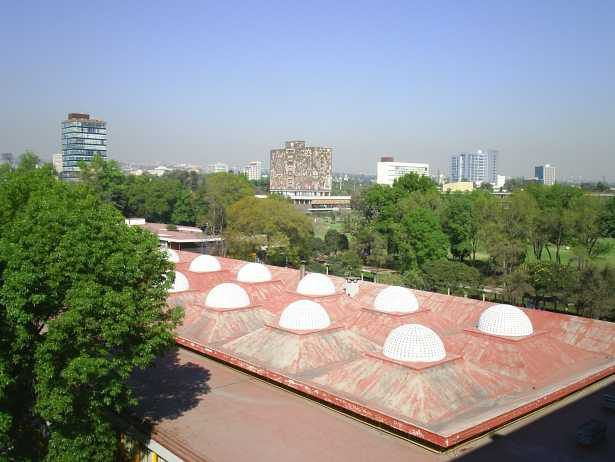
教区长住宅

另请参阅 Category:墨西哥国立自治大学校友

### 各国总统
- 阿韦尔·帕切科，2002年-2006年哥斯达黎加总统；
- 阿方索·波蒂略，2000年-2004年危地马拉总统；
- 卡洛斯·萨利纳斯·德戈塔里（Carlos Salinas de Gortari），1988年-1994年墨西哥总统；
- 米格尔·德拉马德里，1982年-1988年墨西哥总统；
- 何塞·洛佩斯·波蒂略，1976年-1982年墨西哥总统；
- 路易斯·埃切韦里亚，1970年-1976年墨西哥总统；
- 米格尔·阿莱曼·巴尔德斯（Miguel Alemán Valdés），1946年-1952年墨西哥总统。

### 政治家
- 阿兰·克兰斯顿，美国加利福尼亚参议员；
- 阿尔瓦罗·加西亚·利内拉（Álvaro García Linera），玻利维亚副总统；
- 亚历杭德罗·恩西纳斯·罗德里格斯（Alejandro Encinas Rodríguez），墨西哥城市长；
- 安德烈斯·曼纽尔佩斯·奥布拉多尔，2000年至2005年墨西哥城的市长，2006年-2012年墨西哥总统候选人[52]；
- 安东尼奥·卡里洛·弗洛雷斯（Antonio Carrillo Flores），1929年、1950年政府内阁部长[53]；
- 罗伯托·马德拉佐（Roberto Madrazo），政治家、2006年度革命制度党总统候选人；
- 卡洛斯·门多萨·戴维斯（Carlos Mendoza Davis），南下加利福尼亚州政治家；
- 费尔南多·巴埃萨·梅内德兹（Fernando Baeza Meléndez），奇瓦瓦州州长和参议员；
- 路易斯·费利克斯·洛佩兹（Luis Félix López），厄瓜多尔政府秘书长；
- 曼略·法维奥·贝尔特罗内斯（Manlio Fabio Beltrones），索诺拉州副州长、参议员；
- 米格尔·安格尔·曼塞拉（Miguel Ángel Mancera），墨西哥市现任市长；
- 马克·科克，美国伊利诺伊州参议员（没有毕业）[54]；
- 罗莎里奥·罗布尔斯（罗莎里奥·罗布斯），曾担任社会发展部长的墨西哥政治家
- 圣地亚哥·克里尔（Santiago Creel），参议员；
- 维顿·苏罗伊（Veton Surroi），科索沃政论家、社会民主党中左翼领导。

### 外交官
- 阿方索·加西亚·罗夫莱斯，《特拉特洛科条约》推动者，诺贝尔和平奖获得者；
- 安东尼奥·卡里洛·弗洛雷斯（Antonio Carrillo Flores），古斯塔沃·迪亚斯·奥尔达斯当政时期的墨西哥外交部长；
- 海梅·托雷斯·博德（Jaime Torres Bodet），作家和政治家，联合国教科文组织总干事（1948年-1952年）；
- 纳西·索巴索尔斯（Narciso Bassols），前驻俄罗斯、法国、英国大使；原墨西哥国立自治大学法学院院长；
- 马可·安东尼奥·加西亚·布兰科（Marco Antonio Garcia Blanco），墨西哥驻尼日利亚大使；
- 罗萨里奥·格林（Rosario Green），埃内斯托·柴迪洛当政时期墨西哥外交部长。

### 艺术家、作家和人道主义者
- 亚伯拉罕·克鲁兹威力戈斯（Abraham Cruzvillegas），艺术家；
- 阿道夫·桑切斯·巴斯克（Adolfo Sánchez Vázquez），哲学家和作家；
- 奥古斯汀·兰达·贝尔杜戈（Agustín Landa Verdugo），建筑师和城市规划师；
- 亚历杭德罗·罗西（Alejandro Rossi），哲学家和作家 ；
- 阿方索·卡索·伊·安德拉德（Alfonso Caso y Andrade），考古学家；
- 阿方索·卡隆，电影导演，获2014年奥斯卡最佳导演奖；
- 阿方索·雷耶斯(Alfonso Reyes)，作家、哲学家和外交家；
- 安娜·科尔切罗（Ana Colchero），女演员；
- 奥德丽·罗尔蒂（Audre Lorde），作家、诗人和活动家；
- 都留绫子（Kiso Tsuru），壁画艺术家
- 玻利瓦尔·埃切维里亚（Bolívar Echeverría），厄瓜多尔作家暨哲学家；
- 卡洛斯·富恩特斯，作家，评论家，国立学院委员；
- 卡洛斯·蒙西瓦西斯（Carlos Monsiváis），评论家和作家；
- 卡门·阿里斯特吉（Carmen Aristegui），新闻工作者；
- 切斯皮里托（Chespirito），本名叫罗伯托·戈麦斯·博拉尼奥斯（Roberto Gómez Bolaños），编剧；
- 爱德华多·帕雷扬·莫雷诺（Eduardo Pareyón Moreno），考古学家 ；
- 埃莱娜·波尼亚托夫斯卡，记者和作家；
- 费尔南多·德尔·帕索（Fernando del Paso），作家；
- 弗朗西斯科·拉古纳·科雷亚（Francisco Laguna Correa），作家；
- 费德里科·雷耶斯·赫罗雷（Federico Reyes Heroles），政治作家；
- 霍斯特·马太·奎尔（Horst Matthai Quelle），哲学家；
- 雅科布·扎布卢多斯基（Jacobo Zabludovsky），律师，记者，墨西哥首位男电视新闻主播；
- 哈维尔·索罗扎诺（Javier Solorzano），新闻工作者；
- 豪尔赫·博尔皮（Jorge Volpi），小说家、散文家；墨西哥免费电视22频道现任主任；
- 何塞·埃米利奥·帕切科（José Emilio Pacheco），作家及国立学院委员；
- 胡安·加西亚· 埃斯基韦尔（Juan García Esquivel），音乐家；
- 胡安·鲁尔福，作家；
- 胡里奥·埃斯特拉达（Julio Estrada），作曲家、作家、墨西哥国立自治大学学者和大学；
- 胡里奥·舍雷尔·加西亚（Julio Scherer García），墨西哥作家和记者，《至上日报》编辑；
- 伊尔泽·格拉德沃尔（Ilse Gradwohl），画家；
- 马克萨·维拦尔塔（Maruxa Vilalta），剧作家；
- 奥克塔维奥·帕斯，诗人和散文家，诺贝尔文学奖得主；
- 里卡多·列戈瑞达（Ricardo Legorreta），获奖建筑师；
- 罗莎·贝尔特兰（Rosa Beltrán），作家，讲师及学者；
- 萨尔瓦多·埃利桑多（Salvador Elizondo），作家和国家学院委员；
- 副司令马科斯（又名：拉法埃尔·塞巴斯蒂安·纪廉·文森特），萨帕塔民族解放军发言人；
- 特奥多罗·冈萨雷斯·德·莱昂（Teodoro González de León），建筑师；
- 维罗妮卡·卡斯特罗（Verónica Castro），电影明星；
- 小威廉·弗·巴克利，作家和政治哲学家，第二次世界大战期间他曾短暂加入美国陆军。

### 内、外科医生
- 卡洛斯·费尔南德斯·德尔·卡斯蒂略（Carlos Fernández del Castillo），美国麻省总医院胰腺疾病、胆胰及胃肠外科专家；
- 费尔南多·安东尼奥·贝尔穆德斯·阿里亚斯（Fernando Antonio Bermúdez Arias），著名医生、专家、科学家、作家、教师、历史学家、艺术家；
- 伊格纳西奥·查韦斯·桑切斯（Ignacio Chávez Sánchez），著名墨西哥医生，在墨西哥总医院建立第一个心脏病区。他也是墨西哥公立自治大学校长（1965–1966）。曾在墨西哥建立了数所心脏病研究机构，并被全球95所大学授予名誉博士或校长。
- 乔治·卡耶斯-埃斯坎东（Jorge Calles-Escandón），内分泌专家，在美国威克森林浸信会医学中心专门从事甲状腺、1型糖尿病、2型糖尿病和胰岛素泵活检；
- 杰勒德·希门尼斯 ·桑切斯（Gerardo Jiménez Sánchez），儿科医生，墨西哥基因组医学学会创建人和主席。
- 诺拉·沃尔科夫（Nora Volkow），美国国立药物滥用研究所主任。

### 科学家
- 安东尼奥·拉兹卡诺（Antonio Lazcano），生物学家和进化论者，琳恩·玛格丽丝进化生物学研究中心主任；
- 卡洛斯·弗伦克，天文学家，大尺度结构模拟先驱；
- 康斯坦丁诺·雷耶斯-瓦莱里奥（Constantino Reyes-Valerio），化学家暨历史学家，曾提出"土著欧化艺术"(Indocristiano)一词并促成了玛雅蓝颜料制作方法的发现。
- 吉多·明希（Guido Münch），天文学家暨马克斯·普朗克天文研究所所长；
- 吉列尔莫·哈罗， 天文学家及赫比格-哈罗天体发现之一；
- 耶日·泽多斯基（Jerzy Rzedowski），植物科学家，新热带区植物种类地理学领域先驱；
- 杰西·萨维奇（Jesus Savage），机器人研究专家及墨西哥机器人研究所创始人；
- 路易斯·欧内斯托·米拉蒙特斯·卡德纳斯（Luis E. Miramontes），避孕药的共同发明人之一；
- 马科斯·莫申斯基（Marcos Moshinsky），理论物理学家；
- 马里奥·莫利纳，发现氯氟烃气溶胶分解臭氧层空洞的科学家之一，1995年获诺贝尔化学奖)
- 米给尔·阿库别瑞，理论和计算物理学家，查看阿库别瑞引擎；
- 米格尔·德伊卡萨，自由软件开发者；
- 莫尼卡·奥尔维拉·德·拉·克鲁兹（Monica Olvera de la Cruz），理论凝聚态物理学家；
- 内伯·卡里略·弗洛雷斯，土壤力学专家，核能源顾问和前大学校长
- 罗道弗·内里·维拉（Rodolfo Neri Vela），墨西哥首位宇航员；
- 萨尔瓦多·祖比兰（Salvador Zubirán），内科医生，印度海得拉巴国家营养研究所创始人；
- 维克多·诺伊曼-拉腊（Víctor Neumann-Lara），墨西哥图论开拓者；
- 里卡多·迈尔迪（Ricardo Miledi）神经科学家，参与神经递质释放的钙假说。

### 商人
- 卡洛斯·斯利姆，电信巨头，当前世界第四大富豪[55]。

### 运动员
- 乌戈·桑切斯，前墨西哥国家足球队和皇家马德里足球俱乐部队员，阿尔梅里亚体育联盟经理；
- 丹尼尔·巴尔加斯(Daniel Vargas)；墨西哥排球运动员和工程师，曾作为墨西哥男子排球队队员参加了2016年夏季奥林匹克运动会比赛；
- 塞尔吉奥·埃尔南德斯（Sergio Hernandez），墨西哥排球运动员和教练，墨西哥国立自治大学美洲狮男子排球队主教练，墨西哥男子排球队领队，曾带领首支墨西哥队参加了奥林匹克运动会室内排球赛。

### 部分校友及学者照片

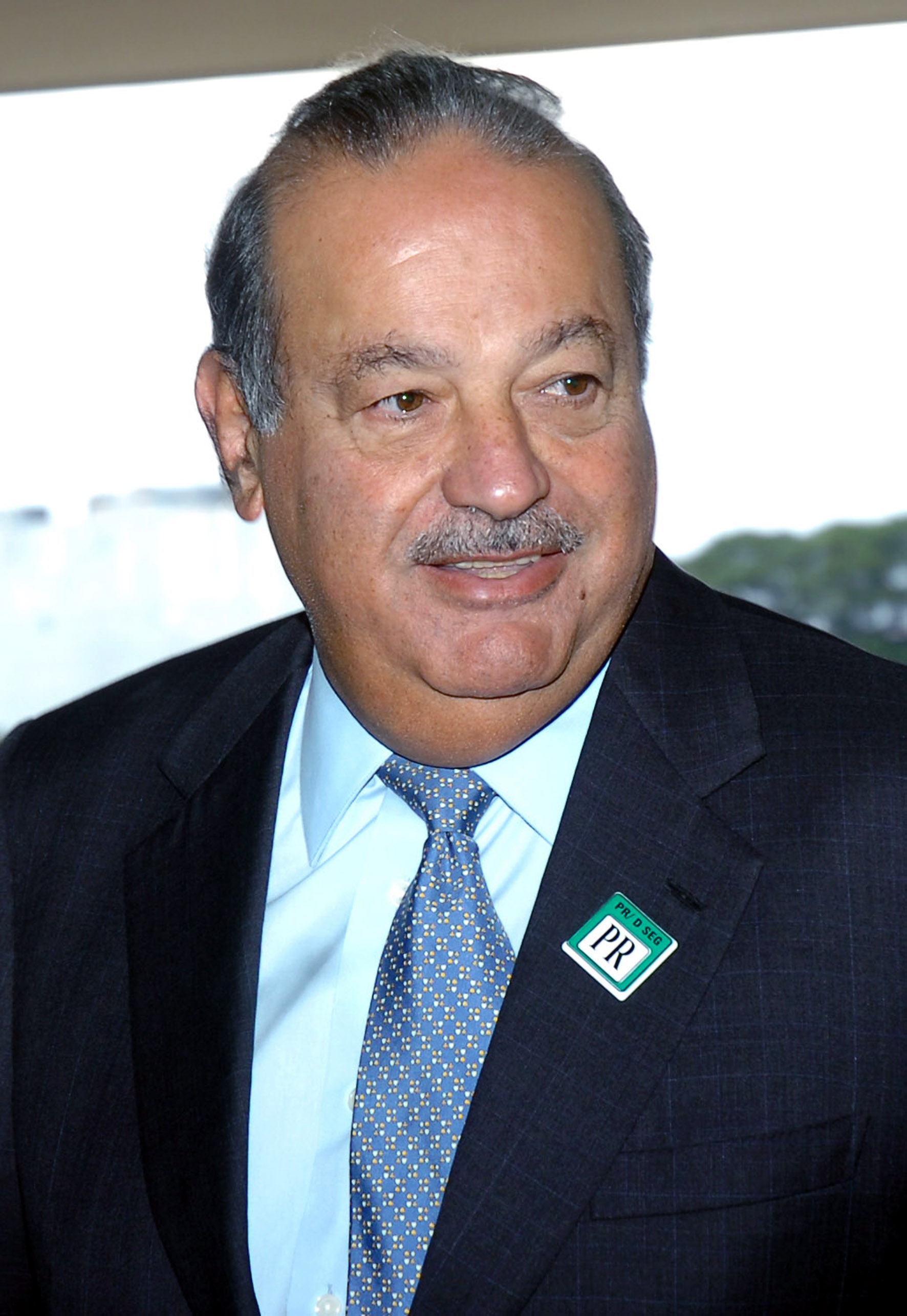
世界第四大富豪卡洛斯·斯利姆
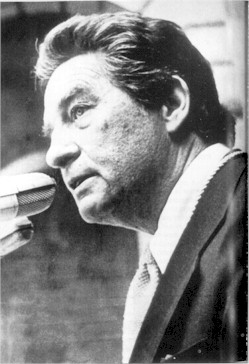
诺贝尔文学奖得主奥克塔维奥·帕斯
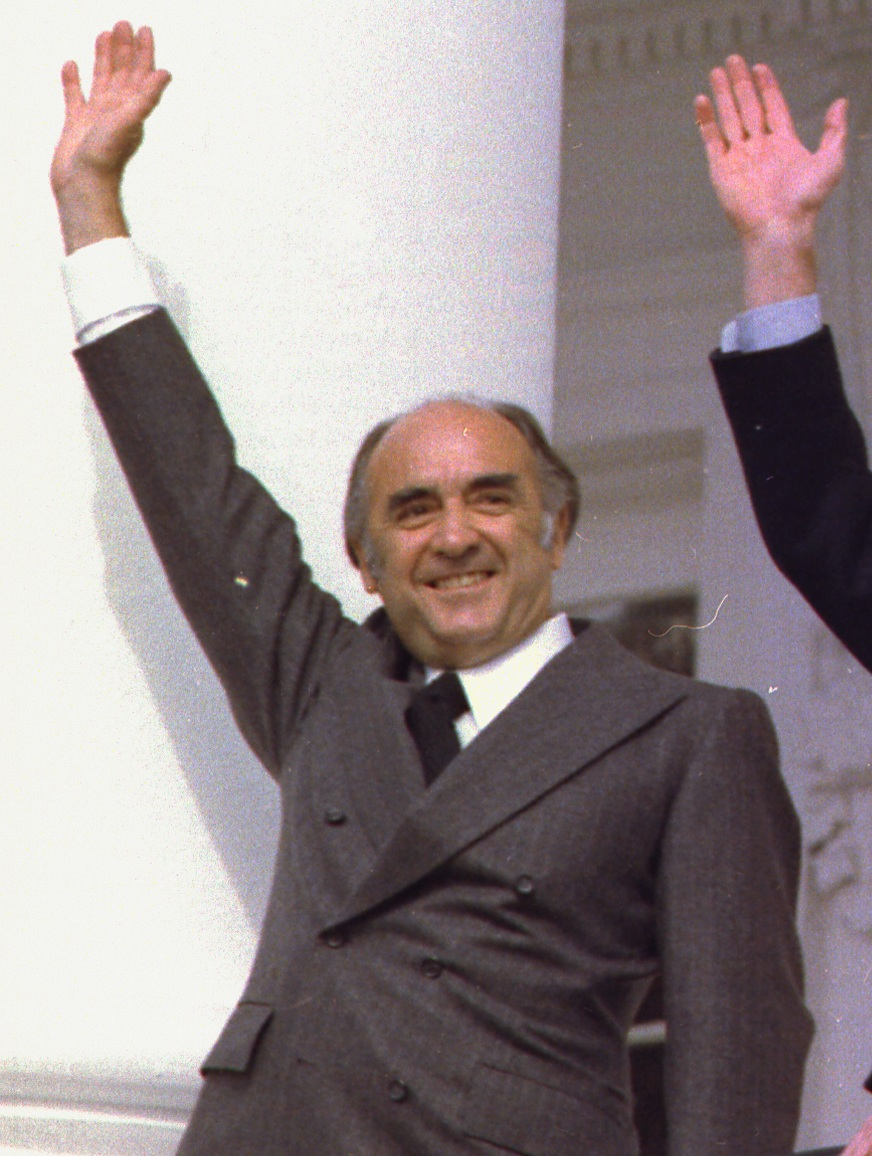
墨西哥总统何塞·洛佩斯·波蒂略
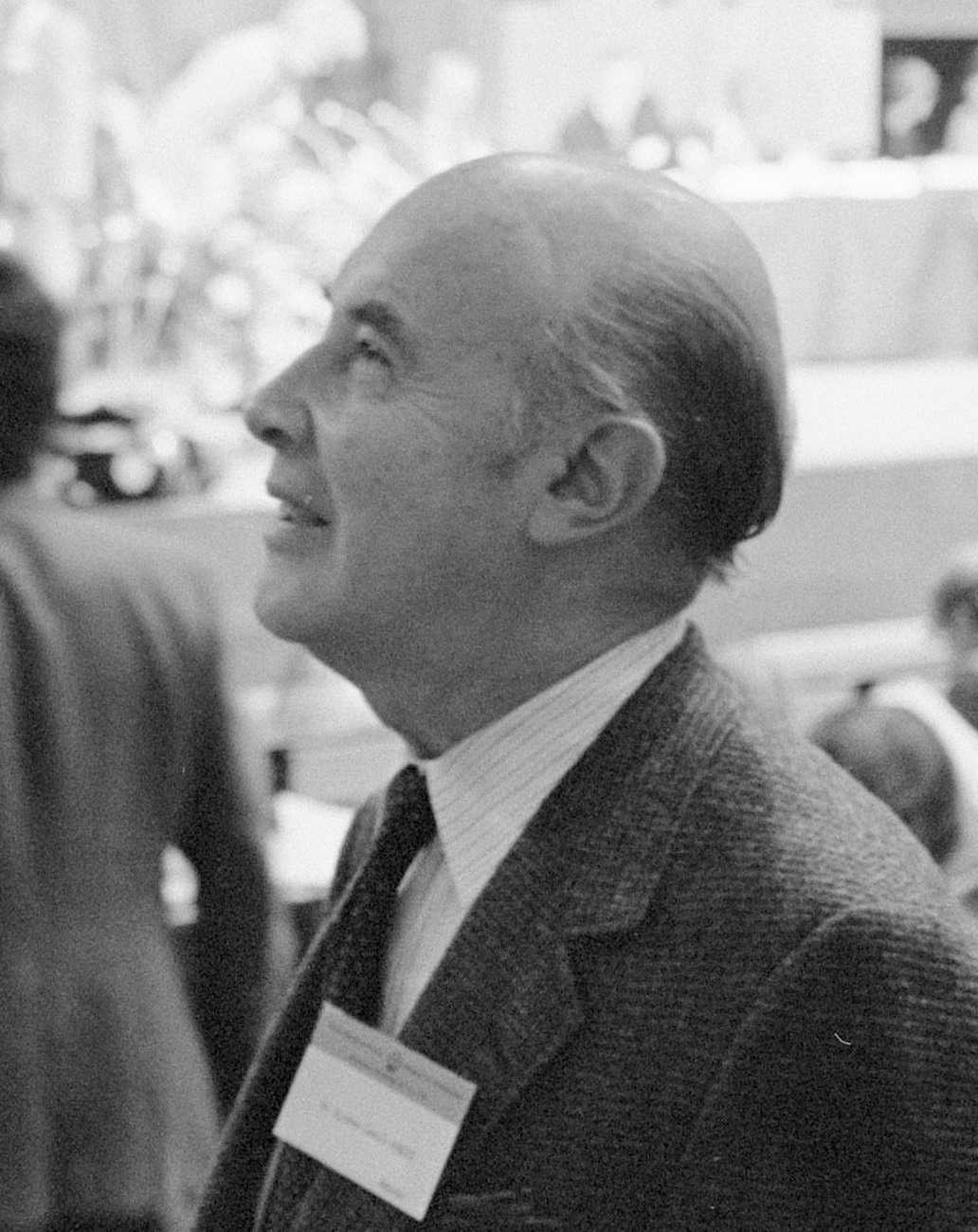
诺贝尔和平奖得主阿方索·加西亚·罗夫莱斯
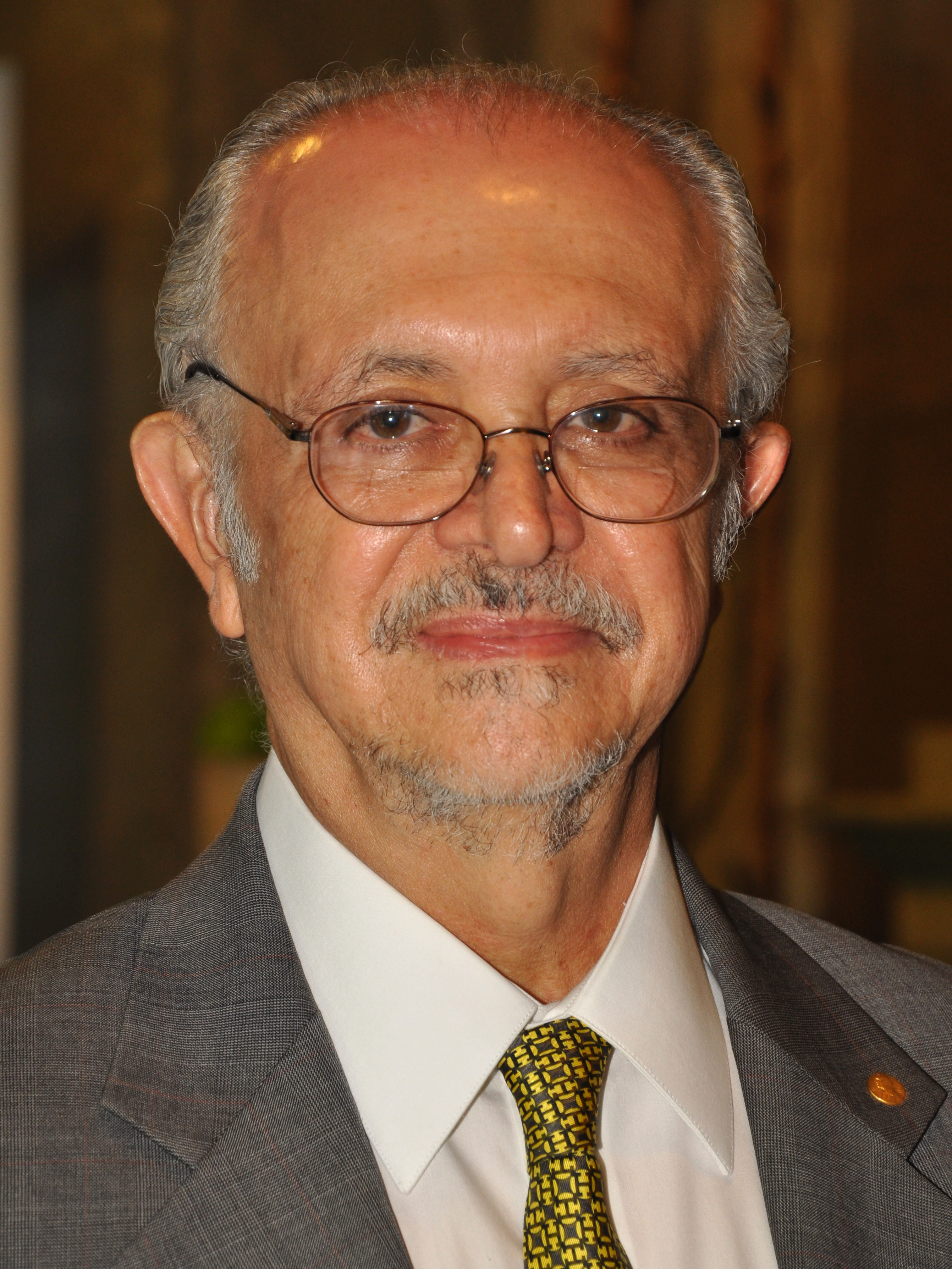
诺贝尔化学奖得主马里奥·莫利纳,
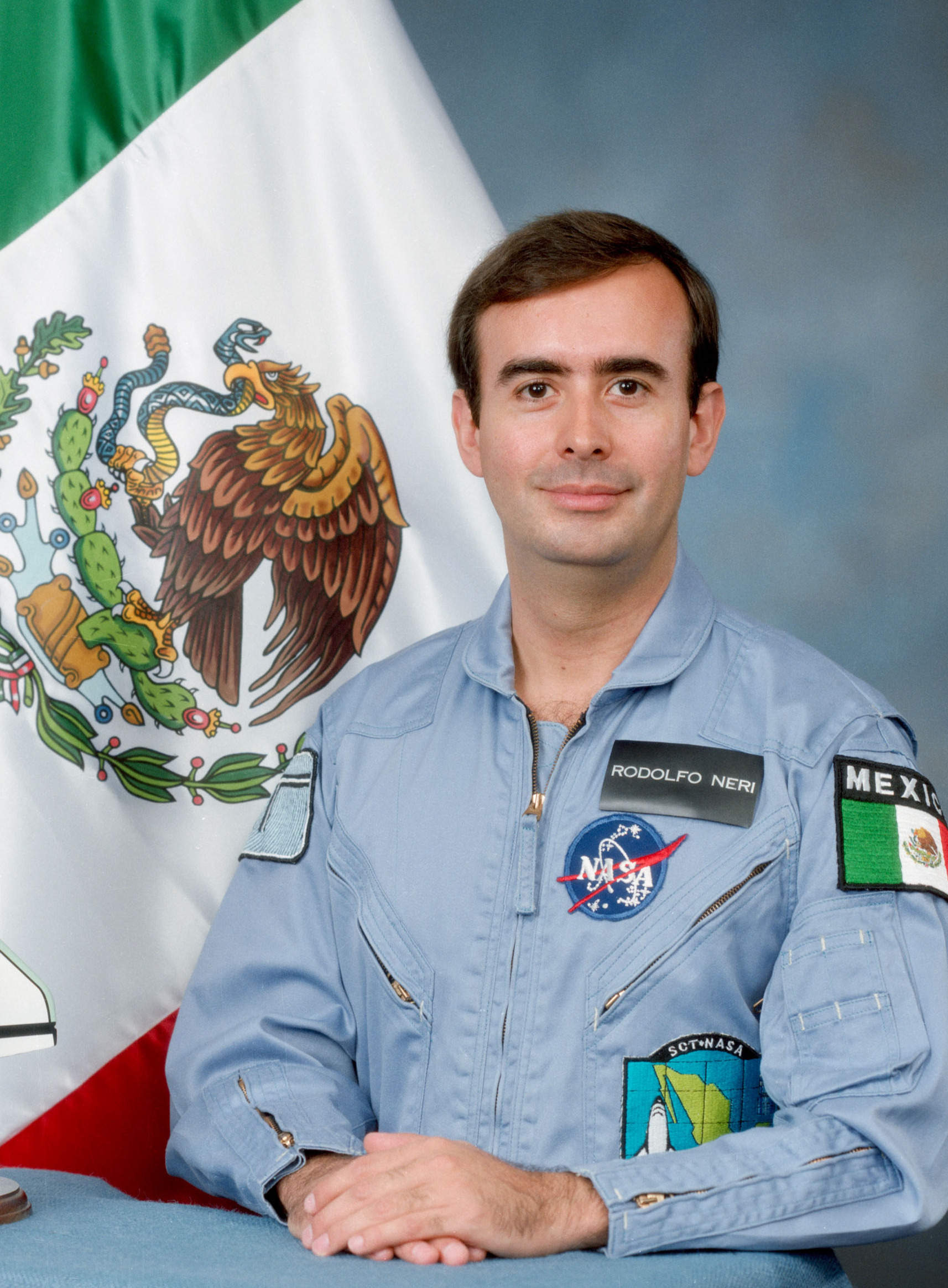
墨西哥首位宇航员罗道弗·内里·维拉
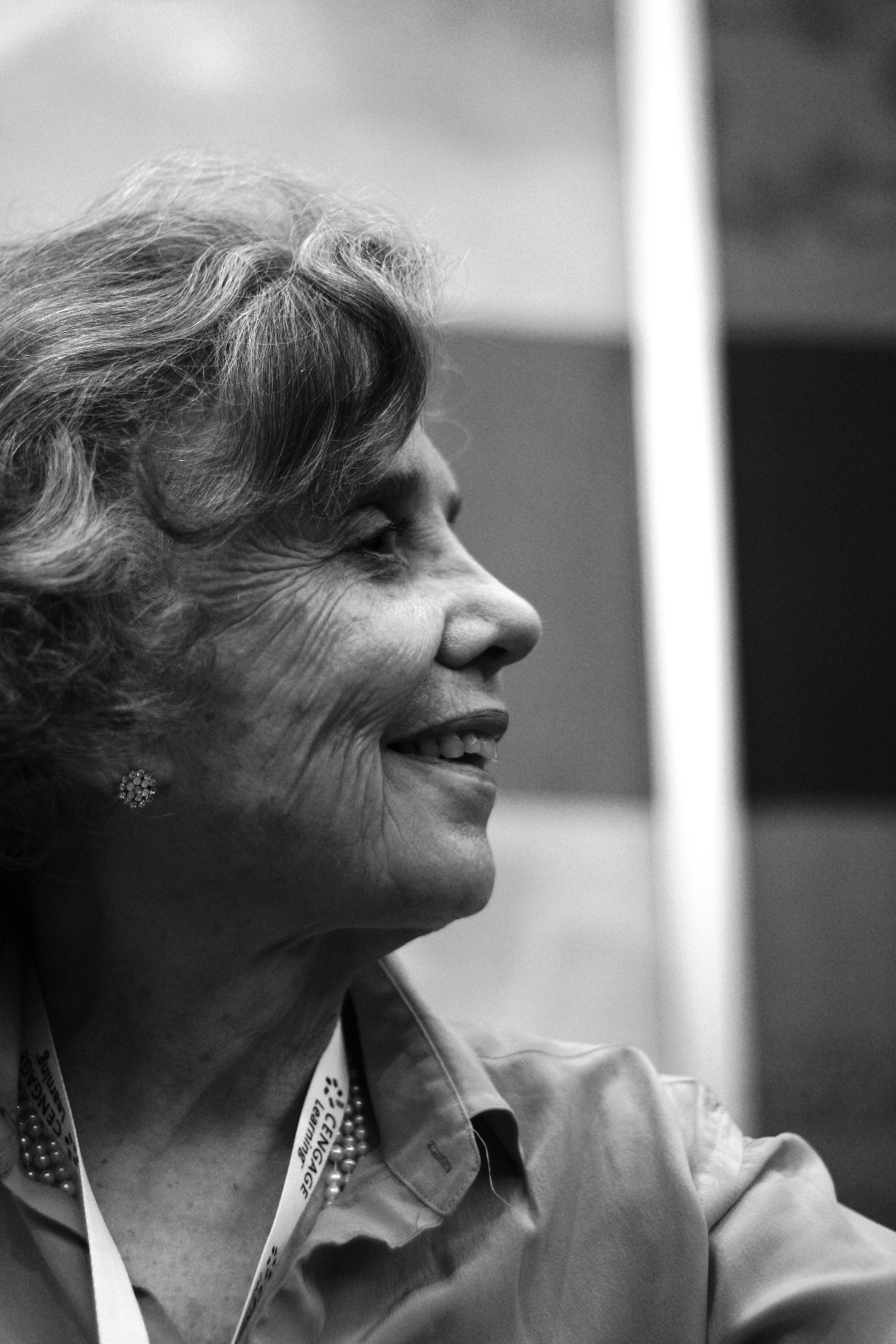
米格尔·德·塞万提斯奖获奖者埃莱娜·波尼亚托夫斯卡
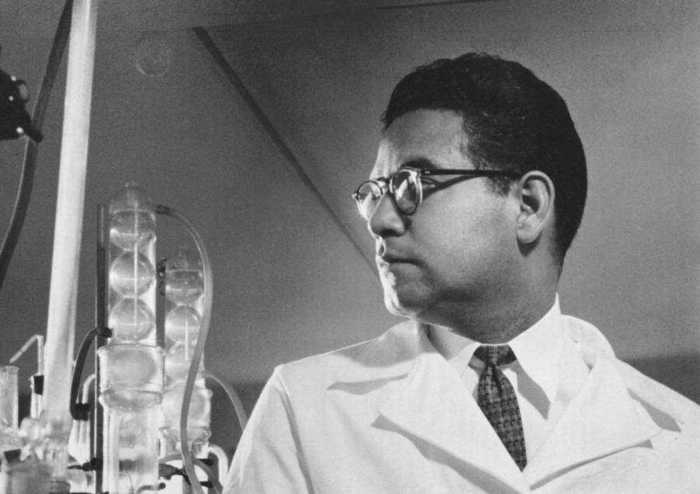
口服避孕药发明人路易斯·欧内斯托·米拉蒙特斯·卡德纳斯
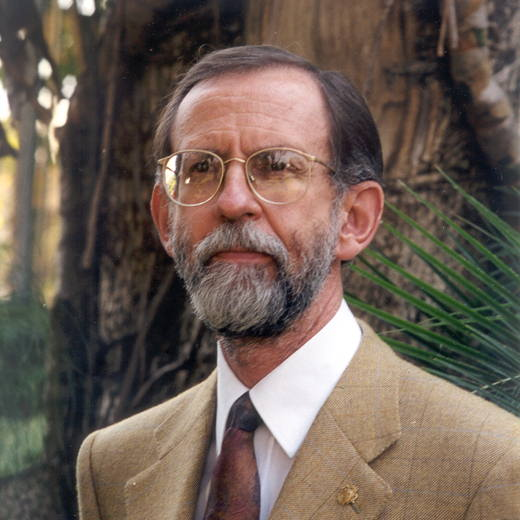
阿斯图里亚斯王子科学和技术研究奖得主弗朗西斯科·冈萨洛·玻利瓦尔·萨帕塔
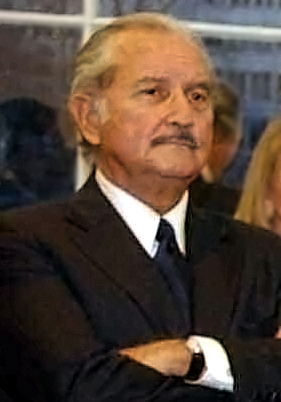
米格尔·德·塞万提斯奖获奖者卡洛斯·富恩特斯

## 历任校长
墨西哥国立自治大学的校长任期为四年，可再次参选连任。
校长的职责为：
- 担任大学的法定代表人(在涉及司法诉讼时，由校督代替)；
- 召集大学理事会并主持会议；
- 履行董事会和大学理事会授予的职责；
- 否决大学理事会的非技术性协议；
- 负责组织学校、学院和机构的管理架构。

| №  | 西班牙名                         | 中文名                              | 任期            |
| -- | -------------------------------- | ----------------------------------- | --------------- |
| 1  | Joaquín Eguía Lis                | 华金·埃圭亚·伊·利斯                 | 1910年 - 1913年 |
| 2  | Ezequiel Adeodato Chávez Lavista | 伊齐基尔·阿代奥达托·查韦斯·拉维斯塔 | 1913年 - 1914年 |
| 3  | Valentín Gama y Cruz             | 瓦伦丁·伽马·伊·克鲁兹               | 1914年 - 1915年 |
| 4  | José Natividad Macías            | 何塞·纳蒂维达·马西亚斯·卡斯多莱纳   | 1915年 - 1916年 |
| 5  | Miguel E. Schulz                 | 米格尔·舒尔茨                       | 1916年 - 1917年 |
| 6  | José Natividad Macías            | 何塞·纳蒂维达·马西亚斯·卡斯多莱纳   | 1917年 - 1920年 |
| 7  | Antonio Caso                     | 安东尼奥·卡索                       | 1920年          |
| 8  | Balbino Dávalos Balkim           | 巴尔比诺·达瓦洛斯·巴尔金            | 1920年          |
| 9  | José Vasconcelos                 | 何塞·巴斯孔塞洛斯·卡尔德隆          | 1920年 - 1921年 |
| 10 | Mariano Silva y Aceves           | 马里亚诺·席尔瓦·伊·阿瑟维思         | 1921年          |
| 11 | Antonio Caso                     | 安东尼奥·卡索                       | 1921年 - 1923年 |
| 12 | Ezequiel Adeodato Chávez Lavista | 伊齐基尔·阿代奥达托·查韦斯·拉维斯塔 | 1923年 - 1924年 |
| 13 | Alfonso Pruneda García           | 阿方索·普鲁内达·加西亚              | 1924年 - 1928年 |
| 14 | Antonio Castro Leal              | 安东尼奥·卡斯特罗·利尔              | 1928年 - 1929年 |
| 15 | Ignacio García Téllez            | 伊格纳西奥·加西亚·特列斯            | 1929年          |
| 16 | José López Lira                  | 何塞·洛佩斯·里拉                    | 1929年          |
| 17 | Ignacio García Télle             | 伊格纳西奥·加西亚·特列斯            | 1929年 - 1932年 |
| 18 | Roberto Medellín Ostos           | 罗伯托·麦德林·奥斯托斯              | 1932年 - 1933年 |
| 19 | Manuel Gómez Morín               | 曼努埃尔·戈麦斯·莫林                | 1933年 - 1934年 |
| 20 | Enrique O. Aragón                | 恩里克·阿拉贡                       | 1934年          |
| 21 | Fernando Ocaranza Carmona        | 费尔南多·奥卡兰萨·卡莫纳            | 1934年 - 1935年 |
| 22 | Luis Chico Goerne                | 路易斯·奇科·戈埃内                  | 1935年- 1938年  |
| 23 | Gustavo Baz Prada                | 古斯塔沃·巴兹·普拉达                | 1938年 - 1940年 |
| 24 | Mario de la Cueva                | 马里奥·德拉库埃瓦·伊德拉罗斯        | 1940年 - 1942年 |
| 25 | Rodulfo Brito Foucher            | 鲁道夫·布里托·富歇                  | 1942年 - 1944年 |
| 26 | Samuel Ramírez Moreno            | 塞缪尔·拉米雷斯·莫雷诺              | 1944年          |
| 27 | José Aguilar Álvarez             | 何塞·阿圭勒·阿尔瓦雷斯              | 1944年          |
| —  | Manuel Gual Vidal                | 曼努埃尔·瓜尔·维达尔                | 1944年          |
| —  | Junta de exrectores              | 被军政府撤消，由执行委员会管理      | 1944年          |
| 28 | Alfonso Caso                     | 阿方索·卡索                         | 1944年 - 1945年 |
| 29 | Genaro Fernández McGregor        | 格拉诺·费尔南德斯·麦克格雷戈        | 1945 年- 1946年 |
| 30 | Salvador Zubirán Anchondo        | 萨尔瓦多·祖比兰·安查都              | 1946年 - 1948年 |
| 31 | Luis Garrido Díaz                | 路易斯·加里多·迪亚斯                | 1948年 - 1953年 |
| 32 | Nabor Carrillo Flores            | 内伯·卡里略·弗洛雷斯                | 1953年 - 1961年 |
| 33 | Ignacio Chávez Sánchez           | 伊格纳西奥·查韦斯·桑切斯            | 1961年 - 1966年 |
| 34 | Javier Barros Sierra             | 哈维尔·巴罗斯·塞拉                  | 1966年 - 1970年 |
| 35 | Pablo González Casanova          | 巴勃罗·冈萨雷斯·卡萨诺瓦            | 1970年 - 1972年 |
| 36 | Guillermo Soberón Acevedo        | 吉列尔莫·索贝隆·阿塞韦多            | 1973年 - 1981年 |
| 37 | Octavio Rivero Serrano           | 奥克塔维奥·里韦罗·塞拉诺            | 1981年 - 1985年 |
| 38 | Jorge Carpizo McGregor           | 豪尔赫·卡皮佐·麦格雷戈              | 1985年 - 1989年 |
| 39 | José Sarukhán Kermez             | 何塞·薩魯汗·克穆茨                  | 1989年 - 1997年 |
| 40 | Francisco Barnés de Castro       | 弗朗西斯科·巴恩斯·德·卡斯特罗       | 1997年 - 1999年 |
| 41 | Xavier Cortés Rocha              | 泽维尔·科尔特斯·罗查                | 1999年          |
| 42 | Juan Ramón de la Fuente          | 胡安·拉蒙·德拉富恩特                | 1999年 - 2007年 |
| 43 | José Ramón Narro Robles          | 何塞·拉蒙·纳罗·罗布斯               | 2007年 - 2015年 |
| 44 | Enrique Graue Wiechers           | 恩里克·格劳厄·维歇斯                | 2015年 - 2019年 |

## 大学架构

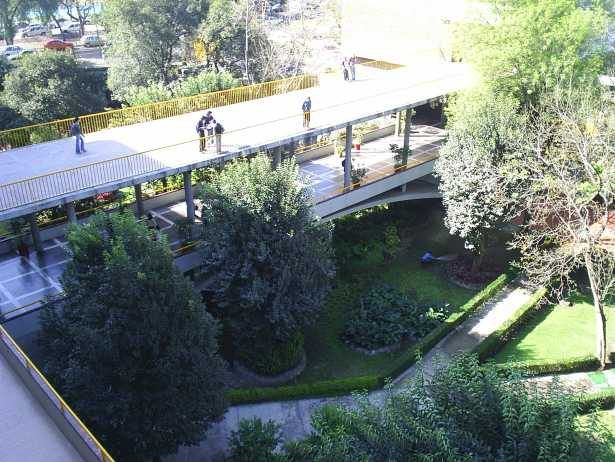
工程学院内的园林

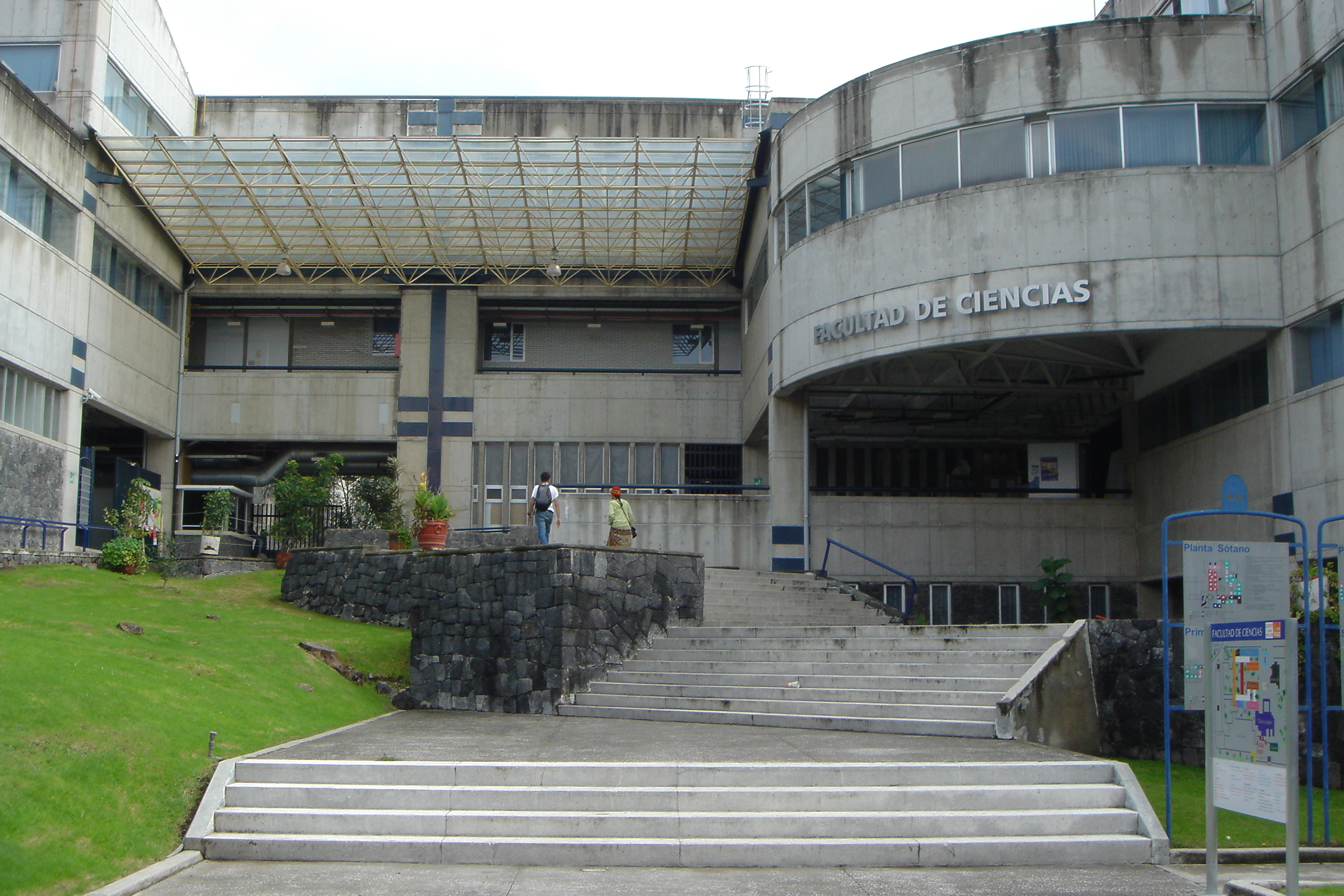
科学学院

墨西哥国立自治大学内的团体组织是以学院或学校，而非以科系为单位建立的，本科和研究生均可以加入。该大学还管辖了公立预科高中（ENP）和由墨西哥城内数所高中组成的人文科学学院（CCH），总计所辖的ENP、CCH、FES（高等学院）、中等教育以及本科生和研究生人数超过324413名，成为世界上最大的大学 。

### 学院和学校
墨西哥国立自治大学有一系列涵盖不同学术领域的学院，如「工程学院」和「法律学院」等，所有的学院都提供本科和研究生（硕士和博士）教育，但它的「公立学校」只提供本课教育，因为这类学校主要集中于实践经验培训，属于此类的有「护理和产科学校」、「公立社区工作学校」。

### 学院和学校列表
- 学院（提供本科和研究生学位）
  - 会计与行政学院（School of Accounting and Administration）
  - 建筑学院（School of Architecture）
  - 艺术与设计学院（School of Arts and Design）
  - 化学学院（School of Chemistry）
  - 经济学院（School of Economics）
  - 工程学院（School of Engineering）
  - 阿卡特兰高等研究学院（School of High Studies (FES) Acatlán）
  - 阿拉贡高等研究学院（School of High Studies (FES) Aragón）
  - 库奥蒂特兰高等研究学院（School of High Studies (FES) Cuautitlán）
  - 伊兹塔卡拉高等研究学院（School of High Studies (FES) Iztacala）
  - 萨拉戈萨高等研究学院（School of High Studies (FES) Zaragoza）
  - 法学院（Law School）
  - 医学院（School of Medicine）
  - 音乐学院（School of Music）
  - 牙科学院（School of Odontology）
  - 哲学和文学学院（School of Philosophy and Letters）
  - 政治和社会科学学院（School of Political and Social Sciences）
  - 心理学学院（School of Psychology）
  - 科学学院（School of Sciences）
  - 兽医和畜牧学院（School of Veterinarian Medicine and Animal Science）
- 公立学校（仅本科学位）
  - 公立护理与产科学校（National School of Nursing and Obstetrics）
  - 公立社会工作学校（National School of Nursing and Obstetrics）
  - 公立预科学校（有9所高中）（National Preparatory School）
  - 米却肯州莫雷利亚公立高等学校（National School 'College of Sciences and Humanities' (with 5 high schools)）
  - 瓜纳华托州莱昂公立高等学校（National School of High Studies León）
  - 公立学校人文和科学学院（有5所高中）（National School 'College of Sciences and Humanities'）

## 研究

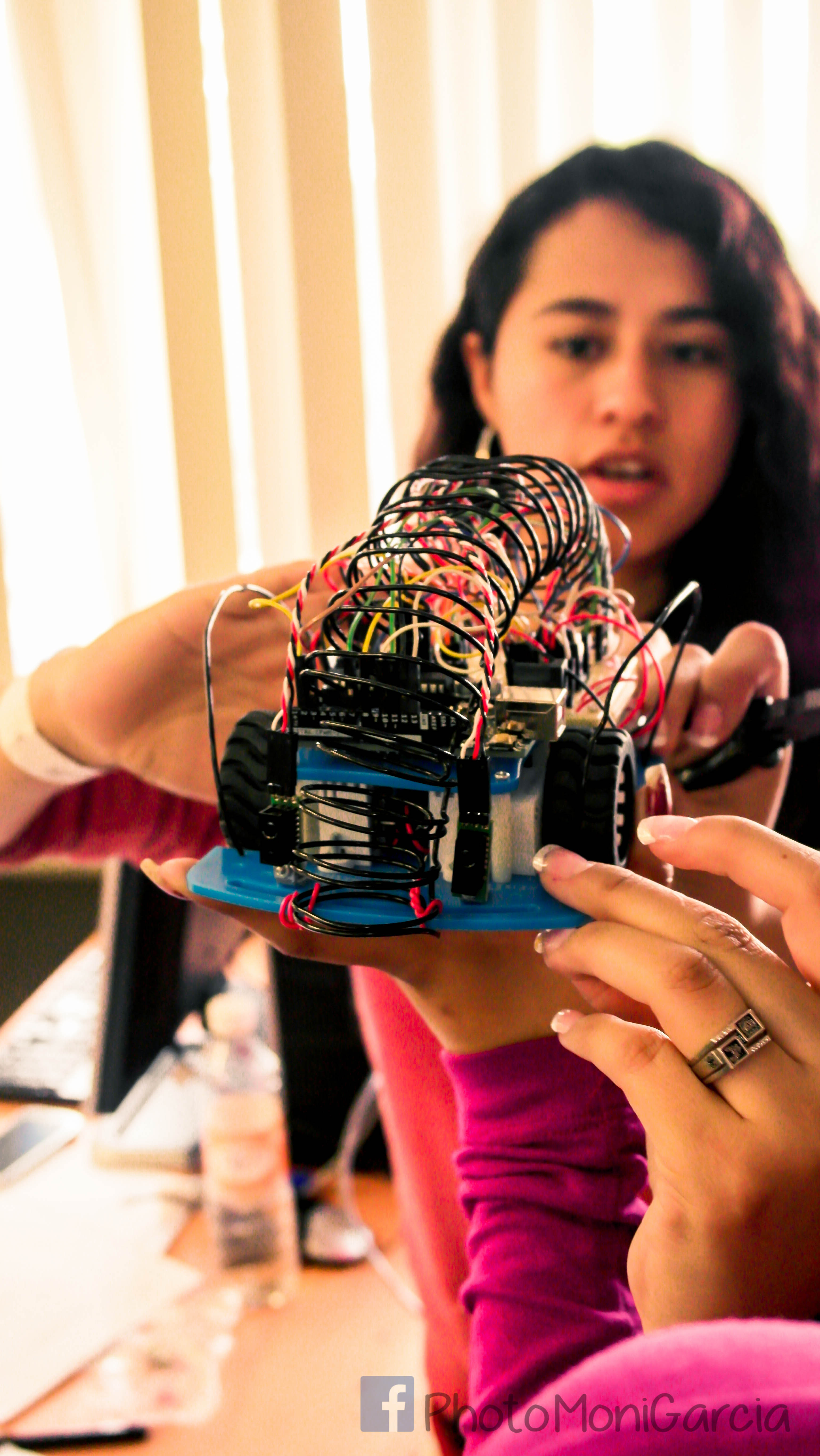
工程专业学生设计和建造的一款机器人

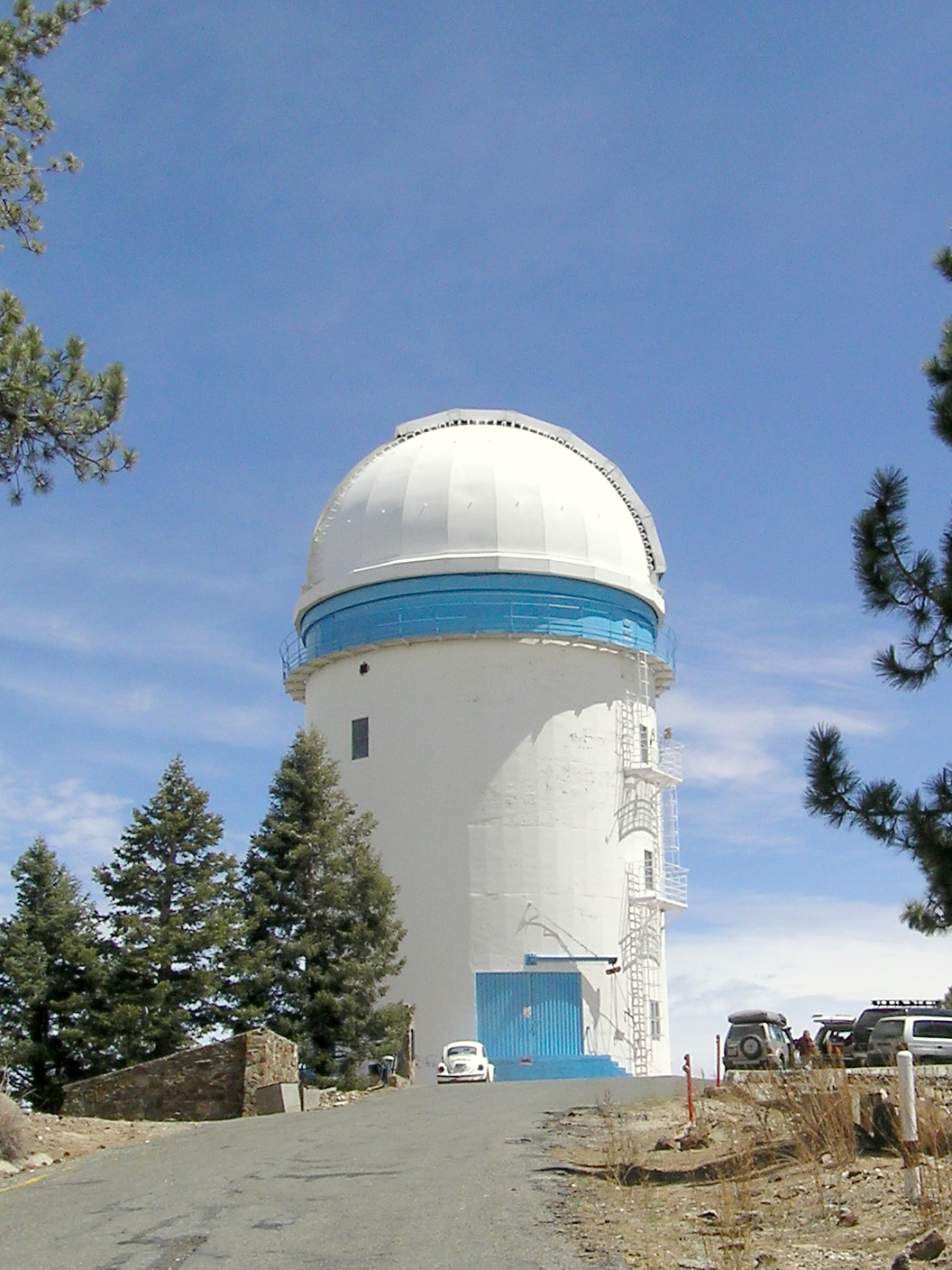
大学位于下加利福尼亚州的国立天文台

墨西哥国立自治大学拥有众多墨西哥顶尖的研究机构，在许多研究领域都很出类拔萃。近年来，已吸引了来自世界各地，尤其俄罗斯、印度和美国的学生和专家，建立起了一个独特而又多样化的科研社区。
墨西哥国立自治大学科学研究分为院系、研究所、中心和学校，涵盖拉丁美洲各种学科，其中一些著名院校有：天文学研究所、生物技术研究所、核科学研究所、生态研究所、中科院物理所、可再生能源学院、细胞生理学研究所、地球物理研究所、工程研究所、材料研究所、化学研究所，生物医学科学研究所以及应用数学与系统科学研究院。 
研究中心一般侧重于涉及多学科的问题，特别是有关墨西哥和世界的发展，最值得注意的是，其应用科学和技术开发中心专注将科学与现实世界问题结合起来（例如，光学、纳米科学等），能源研究中心则致力于世界一流的替代能源研究。
所有研究中心都对世界各地学生开放，墨西哥国立自治大学还为国内学生开办了一系列的课程，利用科学实习来鼓励来国内研究人员。
墨西哥国立自治大学的科研成果不断得到发展；尽管墨西哥政府曾多次试图削减预算，但该大学发表的刊物仍占到目前墨西哥的60%。
作为基础科学，该大学目前有两个霍华德·休斯医学研究所学者奖和来自国立卫生研究院基金的校外研究项目。

## 学生和教师

### 体育、俱乐部和传统

#### 职业足球俱乐部

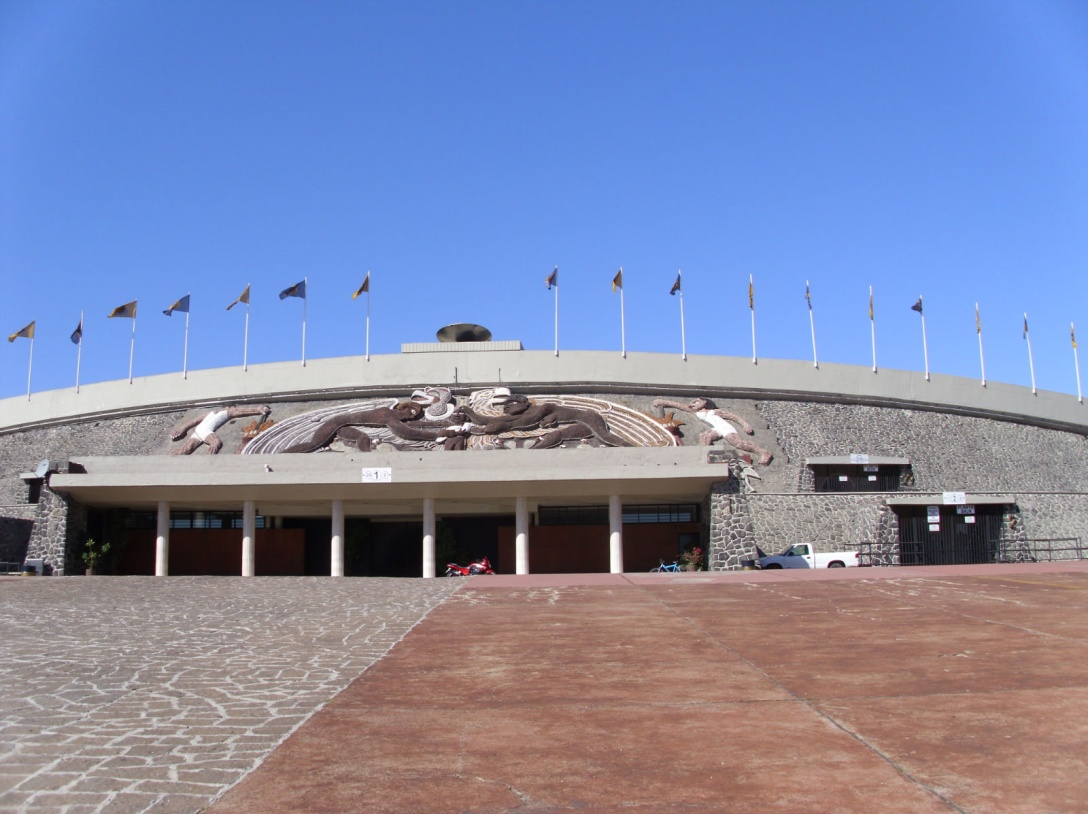
大学的奥林匹克体育场

该大学的足球俱乐部—国立自治大学俱乐部为墨西哥足球的顶级联赛—墨西哥足球超级联赛会员，曾在2004年连续获得春季(Apertura)和秋季(Clausura)联赛杯冠军，他们的主场是墨西哥国立自治大学奥运体育场。

#### 美洲狮排球队
墨西哥国立自治大学排球队在国内和国际赛事中均取得过骄人的战绩，墨西哥国家队的领队和数名队员就来自美洲狮队，他们都参赛了里约奥运会。

#### 文化传统
该大学每年一度举办大型亡灵节祭祀展(西班牙语：ofrenda)，每所学校都会制作一份自己的贡物，而在文化中心通常会根据当年校庆主题制作一份大型的贡祭品。

### 政治活动
墨西哥国立自治大学的学生和教授被视为是墨西哥最具政治意识的活跃分子。虽然大部分学生通常左翼政治意识形态和运动，但不乏还呈现有一批知名的右翼和新自由主义政治家，如卡洛斯·萨利纳斯·德戈塔里（Carlos Salinas de Gortari）和曼努埃尔·戈麦斯·莫林（Manuel Gómez Morín）。
该大学历史上曾强烈主张弱势群体，尤其是妇女受教育权。该大学的工程学院已曾与谷歌公司组织了一些大规模的拉丁黑客节(Latina Hackathons)。

### 学生社团
墨西哥国立自治大学现拥有数个为整个大学提供课外活动，丰富大学文化、社会和科学活动的学生和校友协会。
- 墨西哥国立自治大学基金会（Fundación UNAM）
- 尼比鲁天文协会（Nibiru Sociedad Astronomica）
- 工程学院学生组织（SAFIR）

## 备注

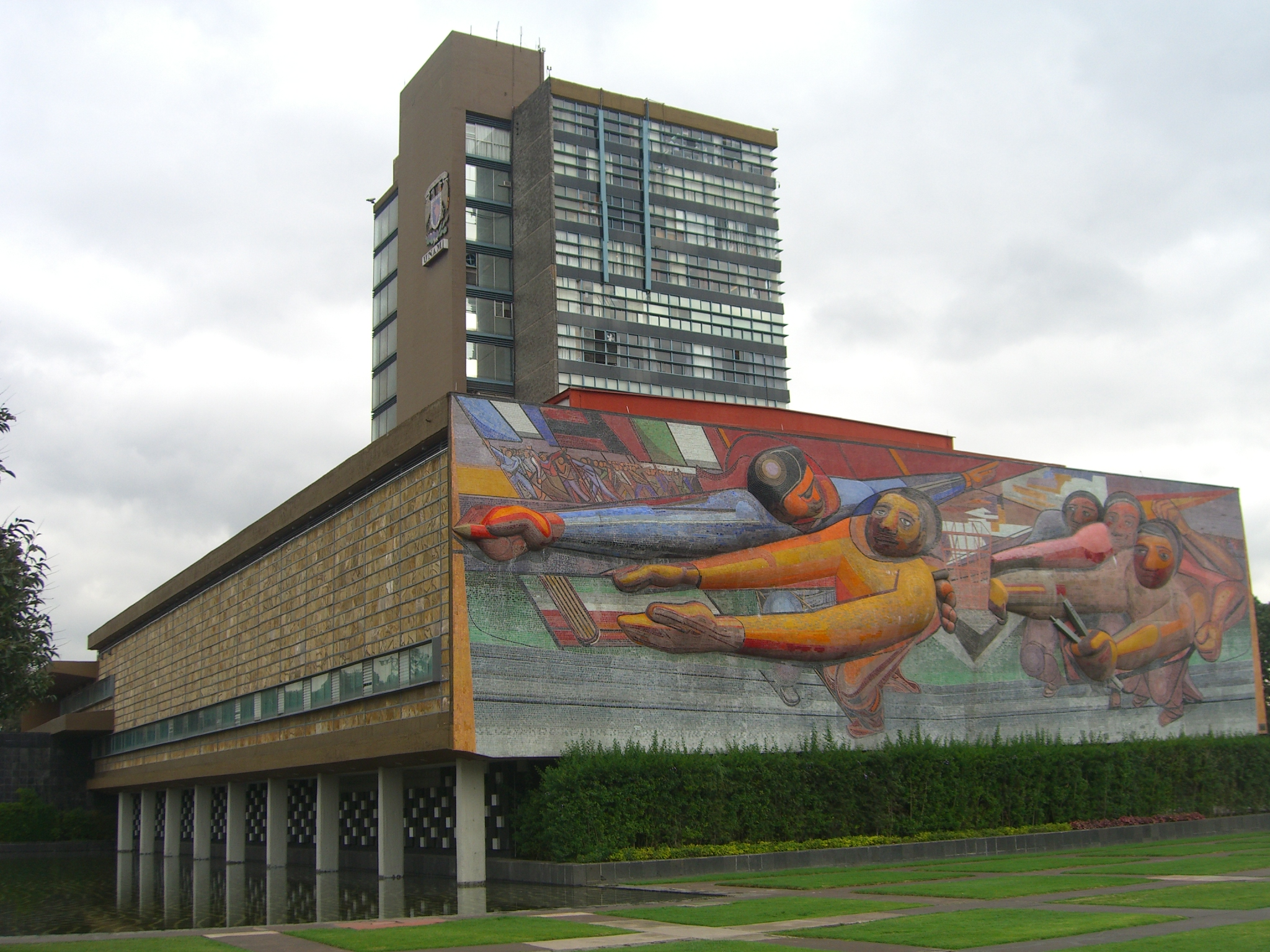
墨西哥国立自治大学壁画"大学中的人们，人民中的大学"。由戴维·阿尔法罗·西凯罗斯创作(1952年-1956年)，环院长塔楼。

1. 1 2 3  Universidad Nacional Autónoma de México. . （原始内容存档于2013-04-06）. Later, on April 26, [1910] he set the National University's founding project in motion. The new institution would be composed of the National Preparatory High School and the School of Higher Studies, along with the schools of Jurisprudence, Medicine, Engineering and Arts (including Architecture). The project was approved and the National University of Mexico was solemnly inaugurated on September 22. The universities of Salamanca, Turkey and Berkeley were its 'godmothers'.
2. 1 2 3 4  Justo Sierra.  (PDF). 1910-09-22. （原始内容 (PDF)存档于2008-10-03） （西班牙语）. ¿Tenemos una historia? No. La Universidad mexicana que nace hoy no tiene árbol genealógico
3. 1 2 3  Annick Lempérière.  (PDF). University of Paris I. （原始内容 (PDF)存档于2008-10-03） （西班牙语）. La universidad soñada por Justo Sierra, ministro de Instrucción Pública, última creación duradera del régimen porfirista, se inauguró al mismo tiempo que la Escuela Nacional de Altos Estudios, que debía ceder su lugar a las humanidades, junto a los programas científicos de los cursos porfiristas. El discurso inaugural de Sierra iba a tono con el espíritu de las celebraciones. La universidad naciente no tenía nada en común, insistía, con la que la precedió: no tenía 'antecesores', sino 'precursores'.
4. 1 2 3  Javier Garciadiego.  (PDF). El Colegio de México. （原始内容 (PDF)存档于2011-08-17） （西班牙语）. El mayor esfuerzo en la vida de Sierra fue, precisamente, revertir tal postura; así, se afanó obsesivamente en crear una universidad de ese tipo, pues era la institución que mejor encabezaba "los esfuerzos colectivos de la sociedad moderna para emanciparse integralmente del espíritu viejo". Al margen de numerosas diferencias sustanciales con los liberales, los positivistas, que dominaron el sistema nacional de instrucción pública superior desde 1865, también eran contrarios al establecimiento de una universidad, tanto por conveniencias políticas como por principios doctrinales. Esto hace más admirable el esfuerzo de don Justo, pues era un miembro destacado —canonizado, dice O'Gorman— del grupo de positivistas mexicanos. Su lucha no fue sólo pedagógica sino también política. Si bien no se puede coincidir con [Edmundo] O'Gorman respecto al carácter de Sierra como jerarca del positivismo mexicano, pues siempre fue cuestionado por los más ortodoxos como un pensador ecléctico, falto de disciplina, es de compartirse la admiración que profesa a don Justo, pues su lucha por la fundación de la Universidad Nacional implicó serios distanciamientos de sus principales compañeros políticos e intelectuales, ya fueran liberales o positivistas.
5. ↑  Manuel López de la Parra. . （原始内容存档于2009-02-01） （西班牙语）. "Ciertamente no ha transcendido el hecho de que la Universidad Nacional Autónoma de México; autónoma desde 1929, está próxima a cumplir su primer centenario de vida académica, pues fue inaugurada el 22 de septiembre de 1910, en ocasión de los festejos del primer centenario del inicio de la Revolución de Independencia durante los últimos tiempos del Gobierno de don Porfirio Díaz, y con base en un proyecto elaborado por don Justo Sierra, por entonces, secretario de Instrucción Pública y Bellas Artes con la participación técnica de don Ezequiel A. Chávez, de acuerdo con el modelo típico de las universidades europeas, precisamente con mucho de la Universidad de París; por ese entonces la influencia europea estaba presente, y en especial, la cultura francesa.
6. ↑  Marissa Rivera. .   [2012-09-04]. （原始内容存档于2017-11-14） （西班牙语）. El rector José Narro anuncia el programa de actividades para conmemorar los 100 años de UNAM, que iniciaron este miércoles y concluirán el 22 de septiembre de 2011.
7. ↑  UNAM. . Universidad Nacional Autónoma de México.   [November 19, 2012]. （原始内容存档于2019-09-02）.
8. 1 2 3 4 5 6  .   [August 22, 2012]. （原始内容存档于2019-09-02）.
9. ↑  . Deportes.unam.mx.   [2013-08-17]. （原始内容存档于2013-07-30）.
10. ↑  .   [2017-10-07]. （原始内容存档于2021-02-03）.
11. ↑  .   [2017-10-07]. （原始内容存档于2014-10-06）.
12. ↑  http://gruporeforma-blogs.com/pruebaStaff/lidera-unam-cu-ranking-de-las-mejores-universidades-2016/%5B%5D
13. ↑  .   [2017-10-07]. （原始内容存档于2021-01-26）.
14. ↑  . El Universal.   [2017-03-17]. （原始内容存档于2017-07-29） （西班牙语）.
15. ↑  Elizalde, Guadalupe, Piedras en el Camino de la UNAM, EDAMEX, 1999 p.49.
16. ↑  Méndez Arceo, Sergio. . Mexico City: Universidad Nacional Autónoma de México. 1990: 93–100. ISBN 968-36-1704-2. OCLC 25290441 （西班牙语）.
17. ↑  Catholic Encyclopedia, , Appleton: 260, 1911, ISBN 9780595392414
18. ↑  Charles A. Hale, , Princeton University Pres: 193, 2014, ISBN 9781400863228
19. ↑  Justo Sierra.  (PDF). Universidad Nacional Autónoma de México. （原始内容 (PDF)存档于2008-10-03） （西班牙语）.
20. ↑  .   [2009-10-18]. （原始内容存档于September 18, 2009）.
21. 1 2 3  .   [2009-10-18]. （原始内容存档于February 1, 2009）.
22. ↑  .   [2009-10-18]. （原始内容存档于June 4, 2008）.
23. ↑  David Espinosa, Jesuit Student Groups, the Universidad Iberoamericana, and Political Resistance in Mexico, 1913-1979. Albuquerque: the University of New Mexico Press 1914, p. 11.
24. ↑  Espinosa, Jesuit Student Groups, p. 96-97.
25. ↑  .   [2009-10-18]. （原始内容存档于April 12, 2008）.
26. ↑  .   [2009-10-18]. （原始内容存档于March 5, 2008）.
27. ↑  .   [2009-10-18]. （原始内容存档于April 12, 2008）.
28. ↑  .   [2009-10-18]. （原始内容存档于April 12, 2008）.
29. ↑  .   [2009-10-18]. （原始内容存档于April 12, 2008）.
30. ↑  Preston, Julia (1999)University Officials Yield to Student Strike in Mexico （页面存档备份，存于） June 8. Retrieved on February 14, 2006. New York Times.
31. ↑  Preston, Julia (2000) Big Majority Votes to End Strike at Mexican University （页面存档备份，存于） January 21, 2000. Retrieved on February 14, 2006 New York Times.
32. ↑  Mexican Police Storm University （页面存档备份，存于） February 7, 2000. Retrieved on February 14, 2006, from BBC.
33. ↑  . Oviedo: Prince of Asturias Foundation. 2009-06-10  [2009-10-19]. （原始内容存档于2011-08-25）.
34. ↑   [UNAM now celebrates its centennial]. Milenio (Mexico City: Milenio). 2009-10-16  [2009-10-16]. （原始内容存档于2009-10-20） （西班牙语）.
35. 1 2  .   [30 November 2016]. （原始内容存档于2020-02-27）.
36. 1 2  [Milenio.com Milenio.com] "’Hackatón’ une a mujeres para crear casas inteligentes." （页面存档备份，存于） in Spanish. Retrieved September 25, 2016.
37. ↑  .   [30 November 2016]. （原始内容存档于2020-10-28）.
38. ↑  .   [30 November 2016]. （原始内容存档于2020-12-10）.
39. ↑  . 30 August 2016  [30 November 2016]. （原始内容存档于2016-09-27）.
40. ↑  .   [30 November 2016]. （原始内容存档于2020-10-03）.
41. ↑  .   [2016-09-24]. （原始内容存档于2016-10-04）.
42. ↑  UNESCO World Heritage Centre. . Whc.unesco.org. 2007-06-29  [2013-08-17]. （原始内容存档于2021-02-11）.
43. ↑  . http://www.unam.mx/pagina/en/37/teaching-staff-academic-units. 外部链接存在于|website= (帮助)
44. ↑  . http://www.unam.mx/pagina/en/38/research-academic-units. 外部链接存在于|website= (帮助)
45. ↑  . http://www.unam.mx/pagina/es/88/difusion-de-la-cultura-oferta-cultural. 外部链接存在于|website= (帮助)
46. 1 2  Galindo, Carmen; Magdelena Galindo. . Mexico City: Ediciones Nueva Guia. 2002: 86–91. ISBN 968-5437-29-7.
47. ↑  Horz de Via (ed), Elena. . Mexico City: INAH-SALVAT. 1991: 46–50. ISBN 968-32-0540-2.
48. ↑  .   [2009-04-24]. （原始内容存档于2009-02-26）.
49. ↑  Bueno de Ariztegui (ed), Patricia. . Mexico City: Promexa. 1984: 80–84. ISBN 968-34-0319-0.
50. ↑  .   [2009-03-26]. （原始内容存档于2009-04-08） （西班牙语）.
51. 1 2  .   [2017-10-07]. （原始内容存档于2021-02-28）.
52. ↑   http://www.eleccionesenmexico.com/archivos/noticias/el_licendiado_lopez_obrador.php.   [May 13, 2009]. 缺少或|title=为空 (帮助)[]
53. ↑  . Colegio Nacional.   [2013-08-17]. （原始内容存档于2014-03-09）.
54. ↑  . United States Senate.   [7 June 2016]. （原始内容存档于2016年5月24日）.
55. ↑  . Forbes. 2010-03-10  [2017-10-07]. （原始内容存档于2011-02-16）.
56. ↑  .   [2017-10-07]. （原始内容存档于2021-02-25）.
57. ↑  .   [September 17, 2010]. （原始内容存档于2010年9月24日）.
58. ↑  .   [12 October 2015]. （原始内容存档于2020-07-02）.
59. ↑  . Cronica.com.mx.   [2013-08-17]. （原始内容存档于2011-10-05）.